# Uniforme de l'Office national des forêts
Les corps techniques de l'Office national des forêts sont astreints au port de l'uniforme réglementaire. Le personnel contractuel (non fonctionnaire) ne dispose que de la Tenue numéro trois (tenue de terrain) portée sans grades.

## Historique
Les Eaux et Forêts ont quitté les Domaines, pour le ministère des Finances en 1820, qui gérait déjà deux autres services paramilitaires : les Douanes et la Trésorerie et Postes aux armées. Les personnels de ces trois services furent dotés d’uniformes de drap « vert finance » qui fut longtemps l’appellation officielle de la teinte des tenues forestières. Les Douaniers conserveront d’ailleurs leur tunique ou dolman vert jusqu’en 1905. Ils adopteront ensuite la vareuse bleue que nous leur connaissons aujourd’hui.
Les forestiers ont été rattachés au ministère de l’Agriculture, en 1877. Leurs uniformes se sont, depuis l’origine, inspirés de ceux de l’Armée, ce qui leur a permis de continuer à les porter, lors de leurs fréquentes périodes de service sous les drapeaux, prévues par les textes et aussi, bien sûr, pendant les conflits, notamment dans les compagnies de guides-forestiers ou dans le Corps des chasseurs forestiers. Cette « militarisation » qui sera renforcée à la fin du XIXe siècle, est à replacer dans le contexte de l’époque, littéralement hantée par le désir de « revanche », à la suite du désastre de la guerre de 1870.
Cette volonté de conformité militaire, transparaît clairement à l’examen de la définition des effets des tenues forestières, reprise par les règlements d’époque : Quelques exemples : « Dès 1840 : habit, modèle de l’infanterie légère… Puis 1870 : jaquette-veston, forme de la garde mobile… 1876 : tunique, modèle de l’infanterie… 1879 : capote-manteau d’infanterie… 1925 : vareuse, modèle de l’armée… Mais en 1972, encore : imperméable, type armée, tenue de travail : treillis, type militaire, etc. »
Chez les forestiers, à partir de l'entre-deux guerres, les unités de sapeurs-forestiers ont conservé un fonctionnement de type militaire en étant intégrées lors de la mobilisation nationale dans l'armée. En matière de signes distinctifs de grades, l’administration des Eaux et Forêts est alignée sur les usages militaires, à la manière de son administration sœur : les Douanes. L'atomisation de l'Administration en l’Office national des forêts et aux autres offices lors de la réforme Edgard Pisani de 1964 n’a pas modifié cet usage.

## Uniforme[2]

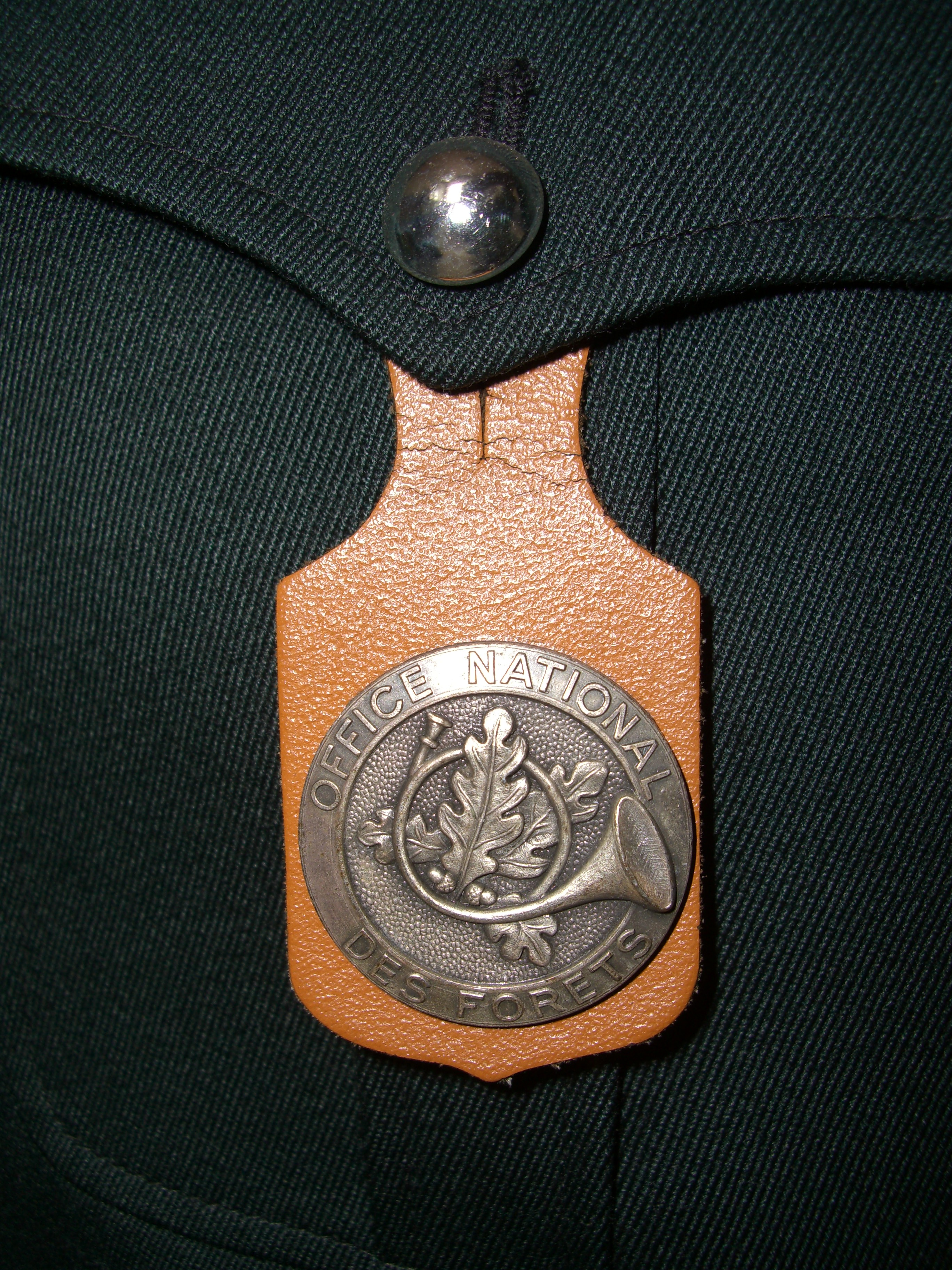
Insigne argenté sur patte de cuir de commissionnement au titre des Eaux et Forêts pour l'Office national des forêts en 2006.

L'uniforme des ingénieurs de l'agriculture et de l'environnement affectés à l'Office national des forêts est composé de trois tenues :

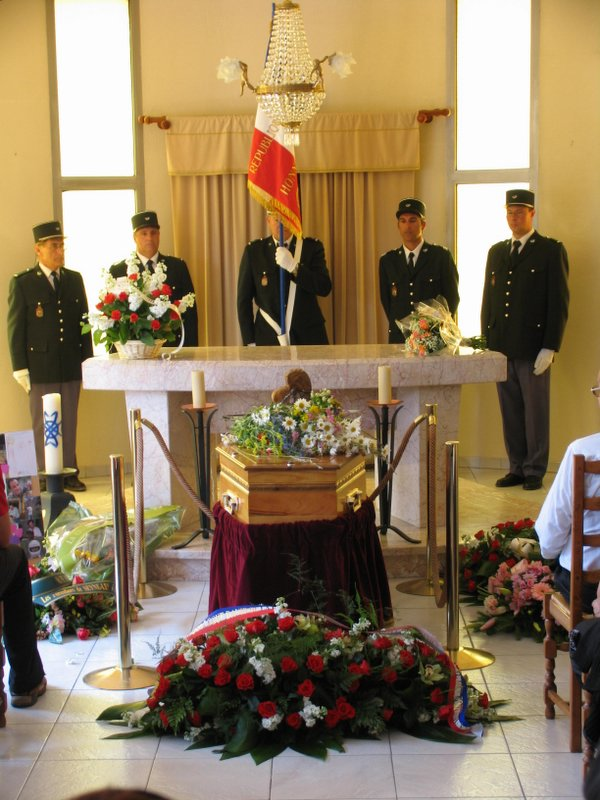
Garde au drapeau de l'Office National des Forêts du Var lors des obsèques d'un collègue décédé en service (2007).

1. Tenue numéro un, dite tenue de sortie de ville ou de cérémonie, comprenant :
- Pour les personnels masculins :
  - vareuse droite, de teinte « vert forestier », à cors de chasse brodés et boutons « argent » ;
  - pantalon, de teinte « gris bleuté », à passepoil ou double bande de teinte « vert forestier » ;
  - képi, de teinte « vert forestier », à cor de chasse brodé et fausse jugulaire « argent ».

Cette tenue est portée avec un insigne argenté sur patte de cuir, des galons sur épaulettes rigides, une chemise blanche, une cravate noire, des socquettes noires, des chaussures basses noires et, lors des cérémonies, des gants de coton blanc.
- Pour les personnels féminins :
  - vareuse croisée, de teinte « vert forestier », à cors de chasse brodés et boutons « argent » ;
  - pantalon ou jupe, de teinte « gris bleuté », à passepoil et double bande de teinte « vert forestier » ;
  - tricorne, de teinte « vert forestier », à cor de chasse brodé « argent ».

Cette tenue est portée avec un insigne broché, des galons sur épaulettes rigides, un chemisier blanc, des socquettes noires ou des bas foncés, des chaussures noires à talon bottier et, lors des cérémonies, des gants de coton blanc.
- Pour le personnel affecté en outre-mer, la veste, le pantalon ou la jupe, la chemise ou le chemisier, les socquettes et les chaussures sont de couleur blanche.

2. Tenue numéro deux, dite tenue partenaire ou de représentation. La chemise de cette tenue est portée avec un insigne argenté sur patte de cuir et des galons sur fourreau souple à cor de chasse brodé « argent ».
3. Tenue numéro trois, dite tenue de terrain. Cette tenue est portée avec un insigne argenté sur patte de cuir et des galons sur fourreau souple à cor de chasse brodé « argent ».
Les compositions de ces deux dernières tenues sont définies par instruction du directeur général de l'Office national des forêts.
Les autres fonctionnaires portent une tenue numéro 1 semblable à celle des officiers (catégorie A) à la différence des grades et d'une simple bande de teinte « vert forestier » sur les côtés du pantalon gris de fer bleuté pour les techniciens (catégorie B) et un simple passepoil de teinte « vert forestier » sur les côtés du pantalon pour les agents (catégorie C).
En outre, les agents de catégorie C ont sur leur képi une fausse jugulaire « argent » et les Techniciens opérationnels une fausse jugulaire « argent » avec un filet vert.

## Les grades
Les insignes de grades, pour le corps des ingénieurs de l'agriculture et de l'environnement affectés à l'Office national des forêts, sont des galons, tissés trait côtelé « argent » ou « or », portés sur des épaulettes rigides de teinte « gris bleuté » (tenue numéro un), ou sur des fourreaux souples, de teinte « gris bleuté », à cor de chasse brodé « argent » (tenues numéros deux et trois).
En ce qui concerne les autres corps, les insignes de grades sont identiques, mais sur des épaulettes rigides ou des fourreaux souples de teinte « vert forestier », selon les définitions suivantes :
| Équivalence militaire                              | Ingénieur des ponts, des eaux et des forêts                                  | Ingénieur de l'agriculture et de l'environnement | Technicien supérieur forestier                  | Technicien opérationnel forestier (corps éteint)     | Chef de district forestier (corps éteint)          |
| -------------------------------------------------- | ---------------------------------------------------------------------------- | --- | ----------------------------------------------- | ---------------------------------------------------- | -------------------------------------------------- |
| Officiers forestiers généraux                      |                                                                              | |                                                 |                                                      |                                                    |
| Général d'armée chargé des eaux et forêts          | Directeur général de l'Office national des forêts                            | |                                                 |                                                      |                                                    |
| Général de corps d'armée chargé des eaux et forêts | Chef de l'Inspection générale de l'Office national des forêts                | |                                                 |                                                      |                                                    |
| Général de division chargé des eaux et forêts      | Ingénieur général de classe exceptionnelle des ponts, des eaux et des forêts | |                                                 |                                                      |                                                    |
| Général de brigade chargé des eaux et forêts       | Ingénieur général de classe normale des ponts, des eaux et des forêts        | |                                                 |                                                      |                                                    |
| Officiers forestiers supérieurs                    |                                                                              | |                                                 |                                                      |                                                    |
| Colonel chargé des eaux et forêts                  | Ingénieur en chef des ponts, des eaux et des forêts                          | Chef de mission de l'agriculture et de l'environnement                                                                                                |                                                 |                                                      |                                                    |
| Lieutenant-colonel chargé des eaux et forêts       | Ingénieur des ponts, des eaux et des forêts - 7e à 10e échelon               | Ingénieur divisionnaire de l'agriculture et de l'environnement - 4e à 8e échelon                                                                      |                                                 |                                                      |                                                    |
| Commandant chargé des eaux et forêts               | Ingénieur des ponts, des eaux et des forêts - 5e à 6e échelon                | Ingénieur divisionnaire de l'agriculture et de l'environnement - 1er à 3e échelon Ingénieur de l'agriculture et de l'environnement - 7e à 10e échelon | Cadre technique de l'Office national des forêts |                                                      |                                                    |
| Officiers forestiers                               |                                                                              | |                                                 |                                                      |                                                    |
| Capitaine chargé des eaux et forêts                | Ingénieur des ponts, des eaux et des forêts - 3e à 4e échelon                | Ingénieur de l'agriculture et de l'environnement - 4e à 6e échelon                                                                                    | Chef Technicien forestier                       |                                                      |                                                    |
| Lieutenant chargé des eaux et forêts               | Ingénieur des ponts, des eaux et des forêts - 1er à 2e échelon               | Ingénieur de l'agriculture et de l'environnement - 2e à 3e échelon                                                                                    | Technicien forestier principal                  |                                                      |                                                    |
| Sous-lieutenant chargé des eaux et forêts          | Ingénieur-élève des ponts, des eaux et des forêts                            | Ingénieur de l'agriculture et de l'environnement - 1er échelon                                                                                        | Technicien supérieur forestier                  |                                                      |                                                    |
| Aspirant chargé des eaux et forêts                 |                                                                              | Ingénieur de l'agriculture et de l'environnement - stagiaire                                                                                          | Technicien supérieur forestier - stagiaire      |                                                      |                                                    |
| Élève-officier chargé des eaux et forêts           |                                                                              | Élève-ingénieur de l'agriculture et de l'environnement                                                                                                |                                                 |                                                      |                                                    |
| Sous-officiers forestiers supérieurs               |                                                                              | |                                                 |                                                      |                                                    |
| Major chargé des eaux et forêts                    |                                                                              | |                                                 | Technicien opérationnel forestier principal          |                                                    |
| Adjudant-chef chargé des eaux et forêts            |                                                                              | |                                                 | Technicien opérationnel forestier - 4e à 13e échelon |                                                    |
| Adjudant chargé des eaux et forêts                 |                                                                              | |                                                 | Technicien opérationnel forestier - 1er à 3e échelon |                                                    |
| Pas d'équivalence                                  |                                                                              | |                                                 | Technicien opérationnel forestier - Stagiaire        |                                                    |
| Sous-officiers forestiers subalternes              |                                                                              | |                                                 |                                                      |                                                    |
| Sergent-chef chargé des eaux et forêts             |                                                                              | |                                                 |                                                      | Chef de district forestier principal de 1re classe |
| Sergent chargé des eaux et forêts                  |                                                                              | |                                                 |                                                      | Chef de district forestier principal de 2e classe  |
| Sergent chargé des eaux et forêts                  |                                                                              | |                                                 |                                                      | Chef de district forestier de 1re classe           |
| Élève sous-officier chargé des eaux et forêts      |                                                                              | |                                                 |                                                      | Chef de district forestier de 2e classe            |

## Anciens uniformes et équipements

### 1965-1989

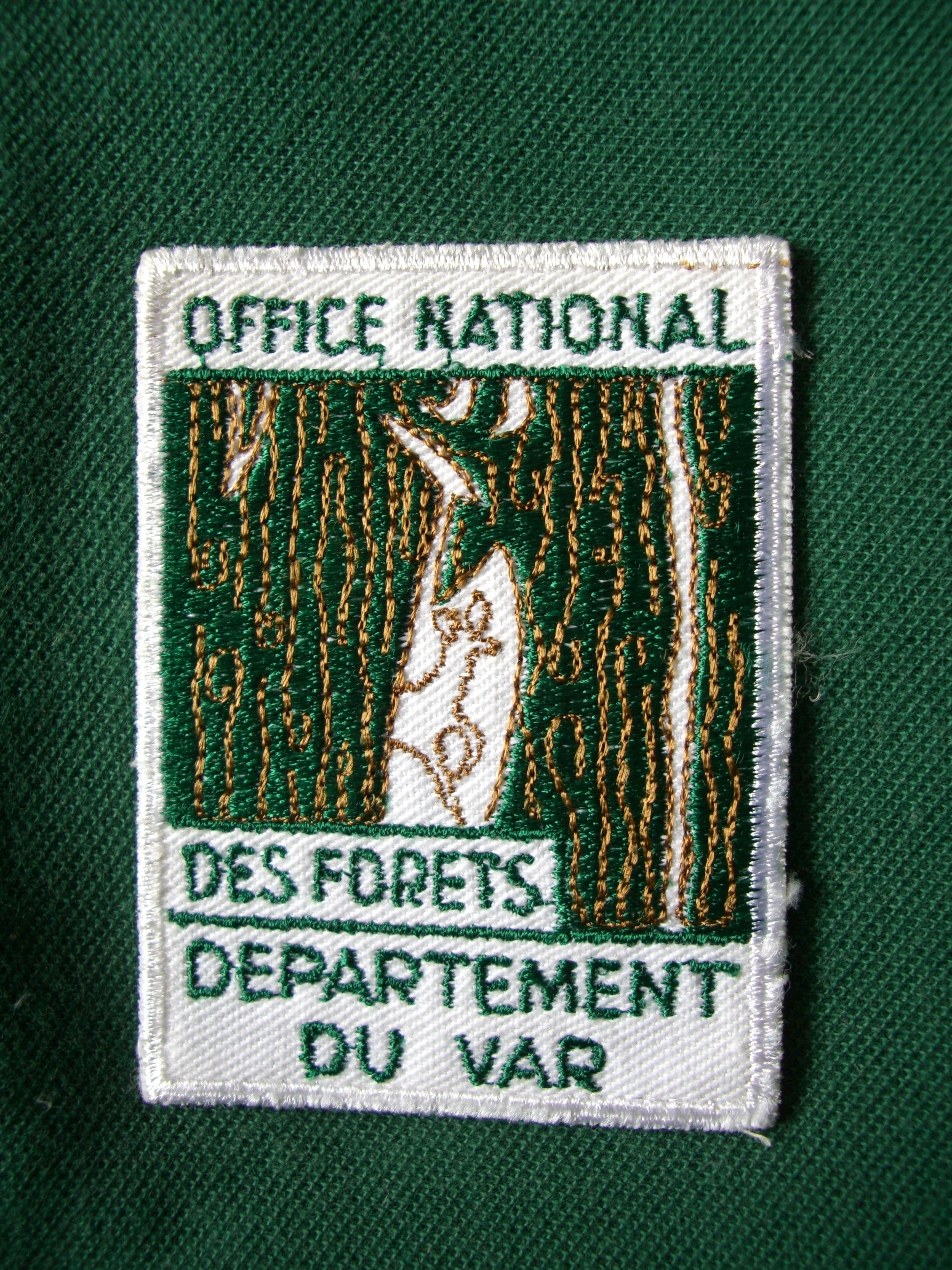
Écusson d'épaule brodé et utilisé dans le department du Var par les agents de l'O.N.F.
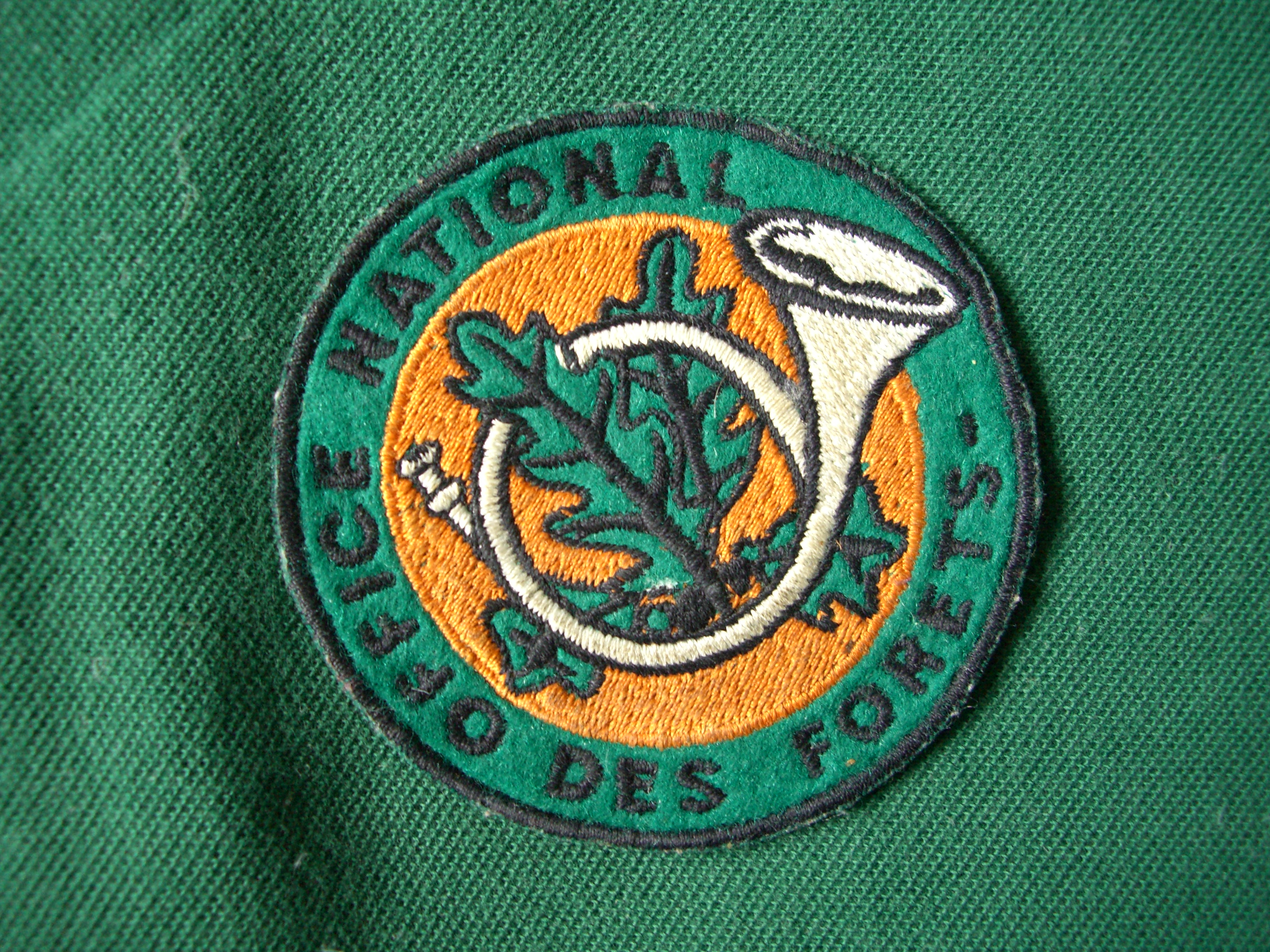
Écusson de commissionnement au titre des Eaux et Forêts porté sur la poitrine des tenues de terrain de l'O.N.F.

### 1989-1997[5]

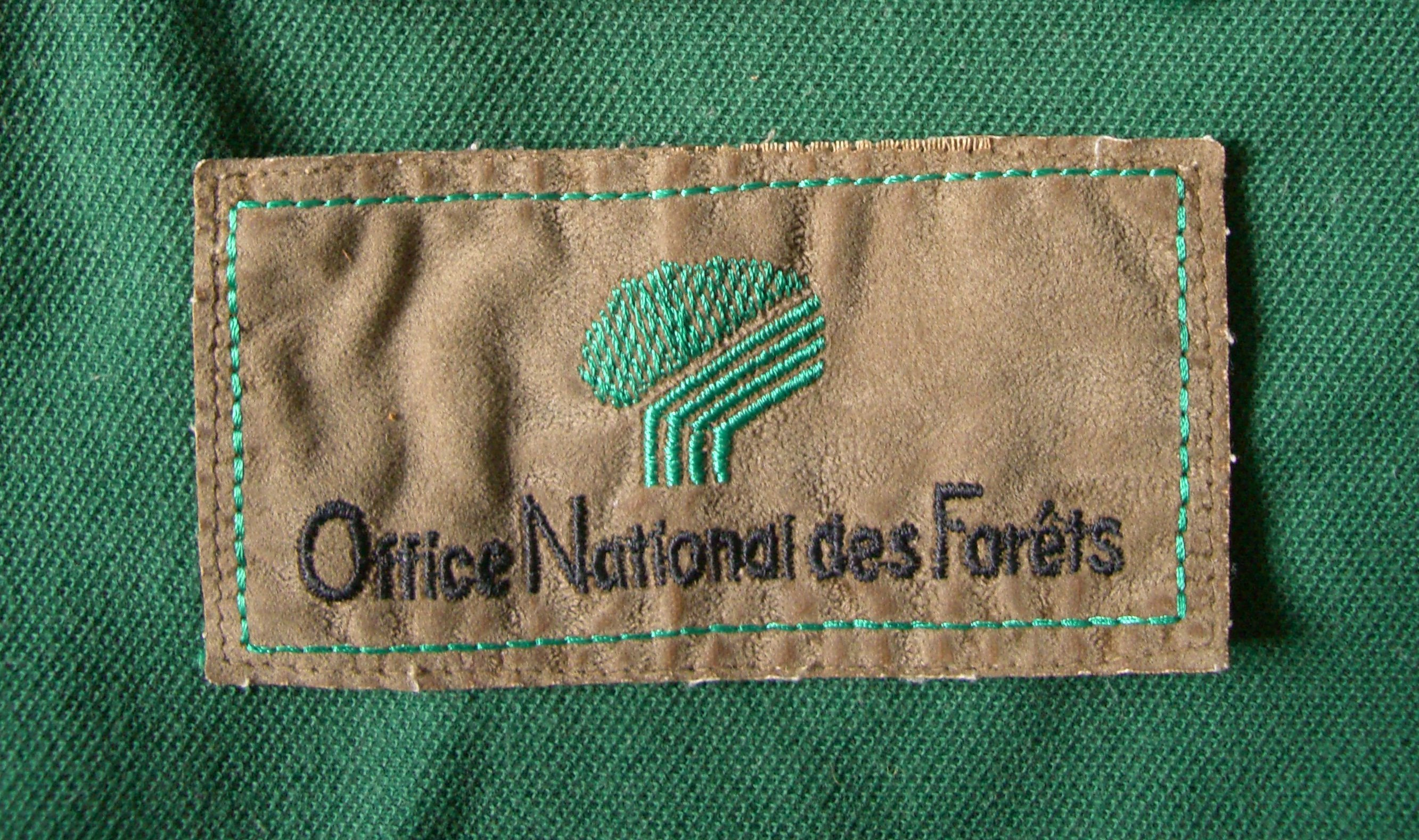
Écusson d'épaule brodé sur simili daim cousu à 6 cm en dessous de la couture d'épaule gauche et porté par les fonctionnaires de l'O.N.F à partir de 1989.
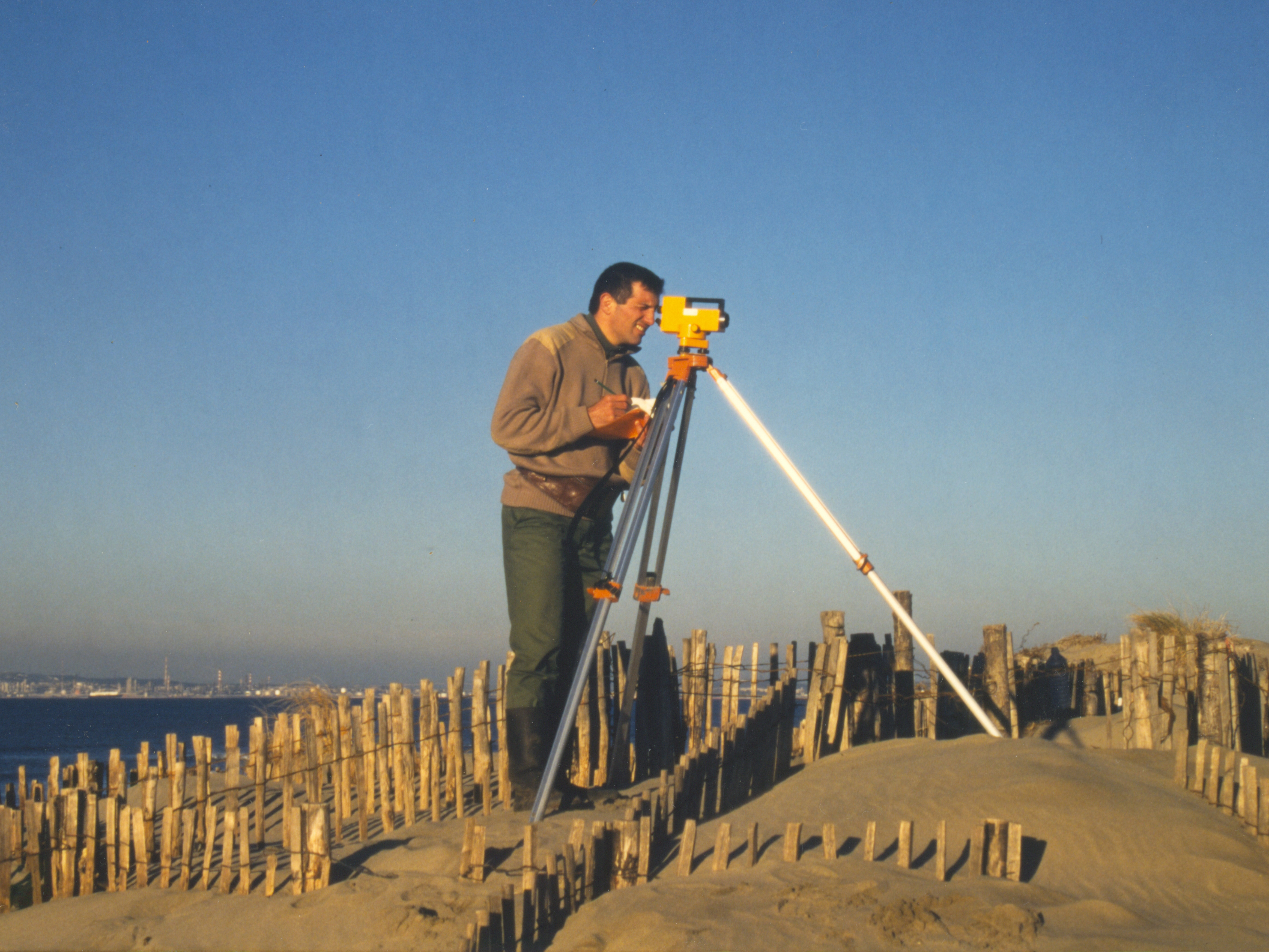
Forestier en tenue de travail (pantalon de travail vert jungle et pull over de montagne beige foncé) sur la Flèche de la Gracieuse en 1995.

### 1997-2007[6]

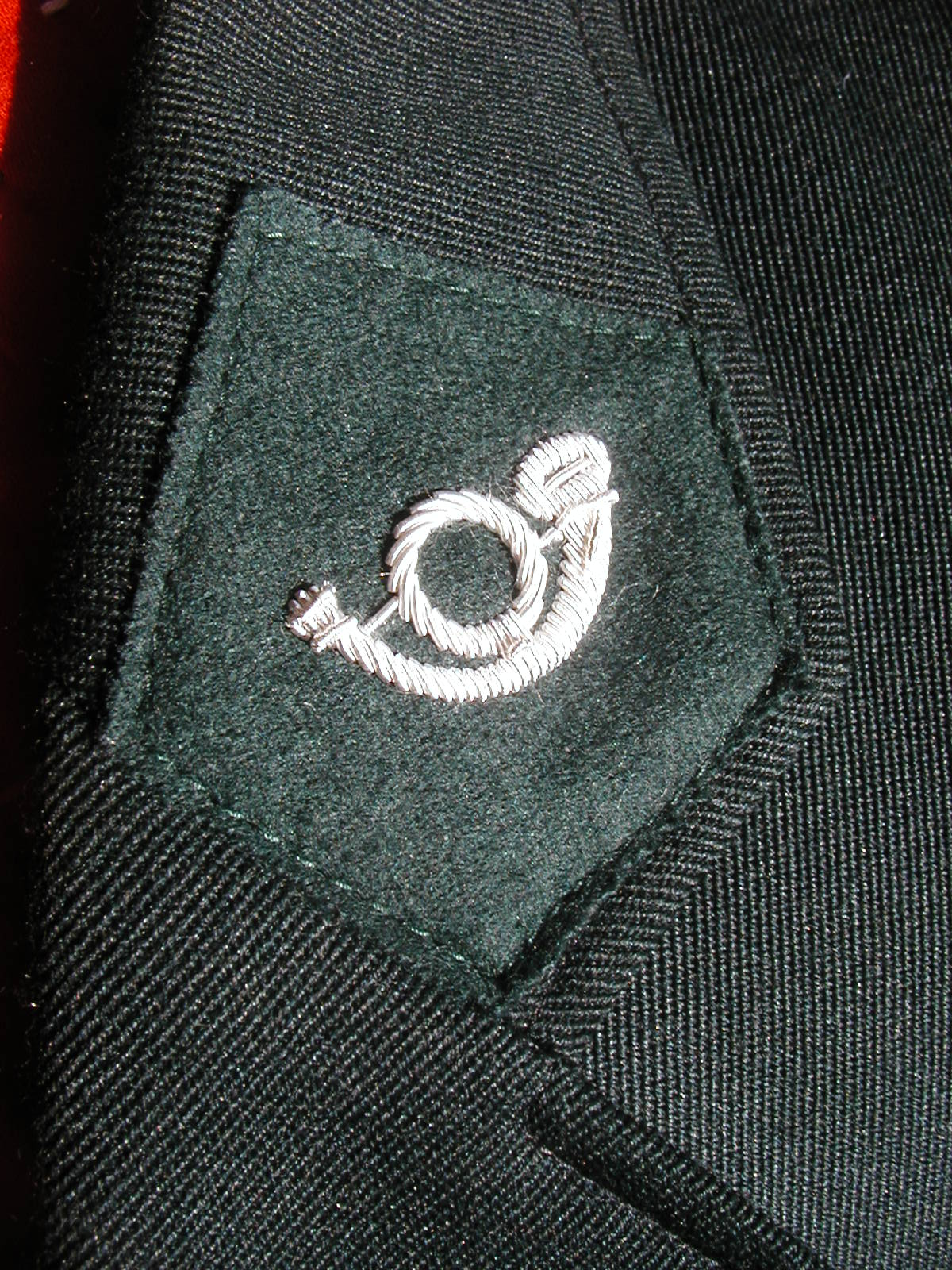
Cor de chasse brodé en canetille argentée cousu sur le col de la vareuse droite "vert forestier" (vestiaire A) de l'Office national des forêts en 2006.
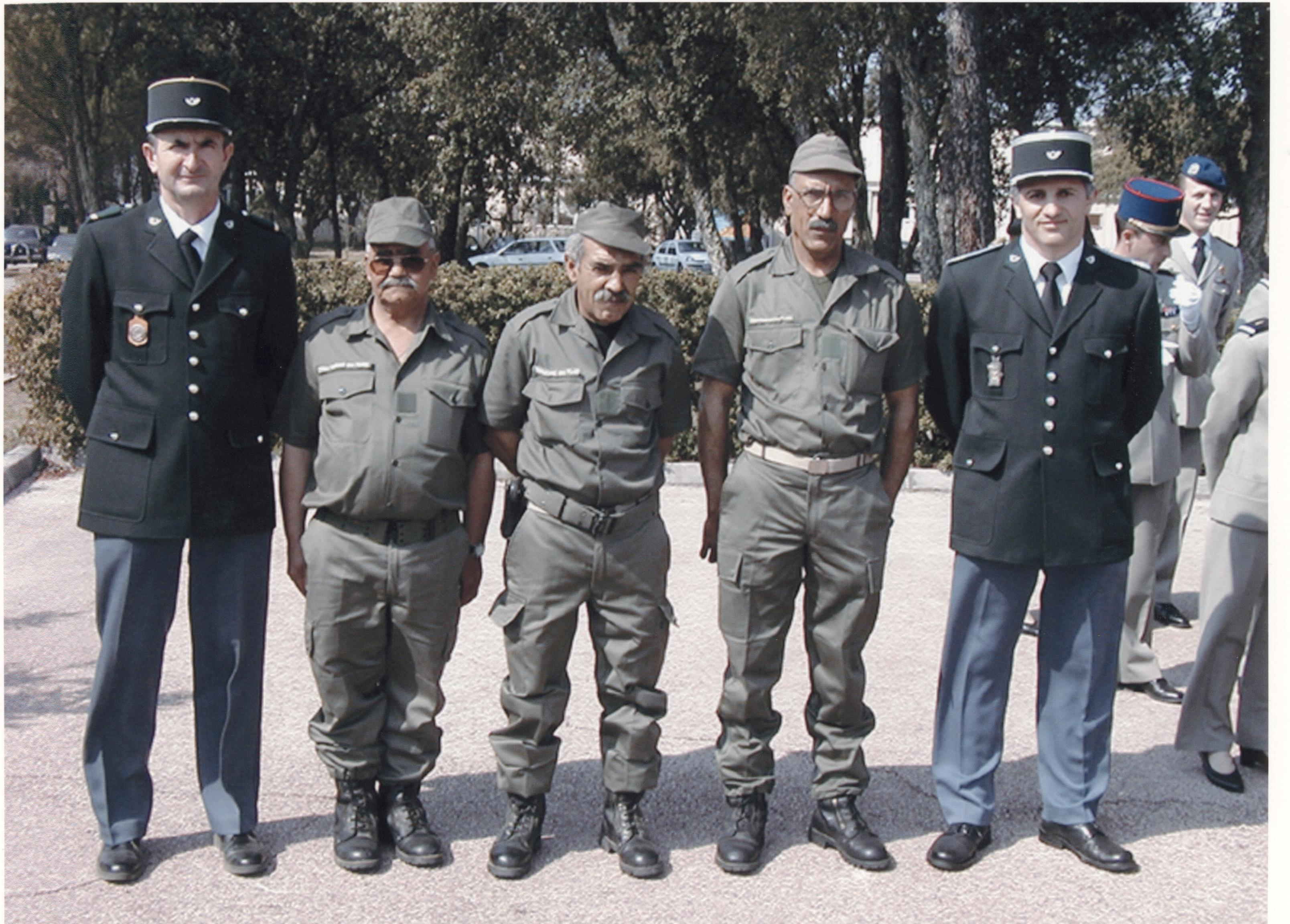
Technicien et Ingénieur de l'Office national des forêts en tenue du vestiaire A (vareuse et kepi vert, pantalon gris bleuté) encadrant des Ouvriers Forestiers Rapatriés d'Afrique du Nord (OFRAN) lors d'une cérémonie en 2003.
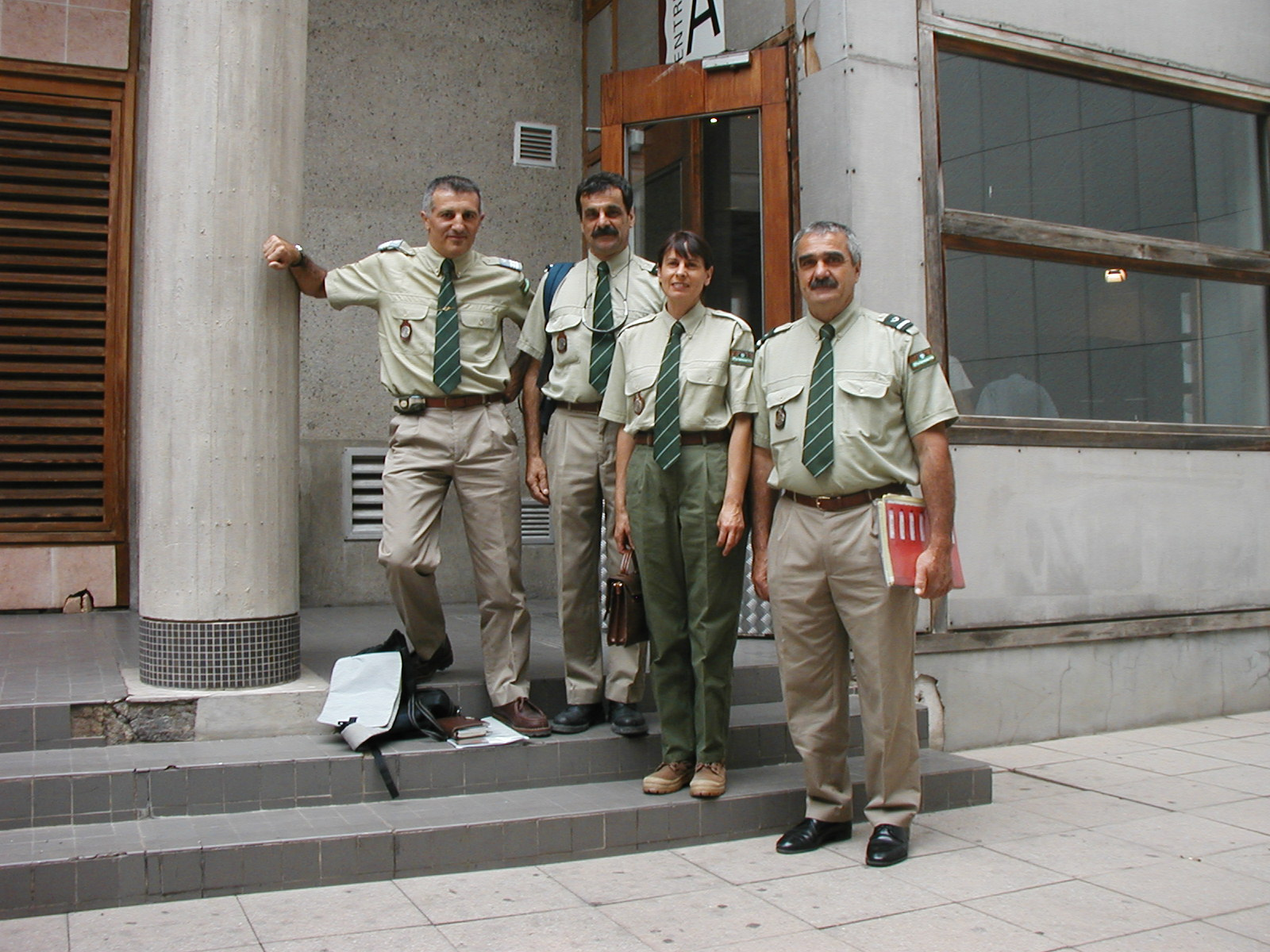
Employés de l'Office national des forêts en vestiaire B (chemise verte, cravate vert forestier et pantalon à pince beige) devant le palais de justice.
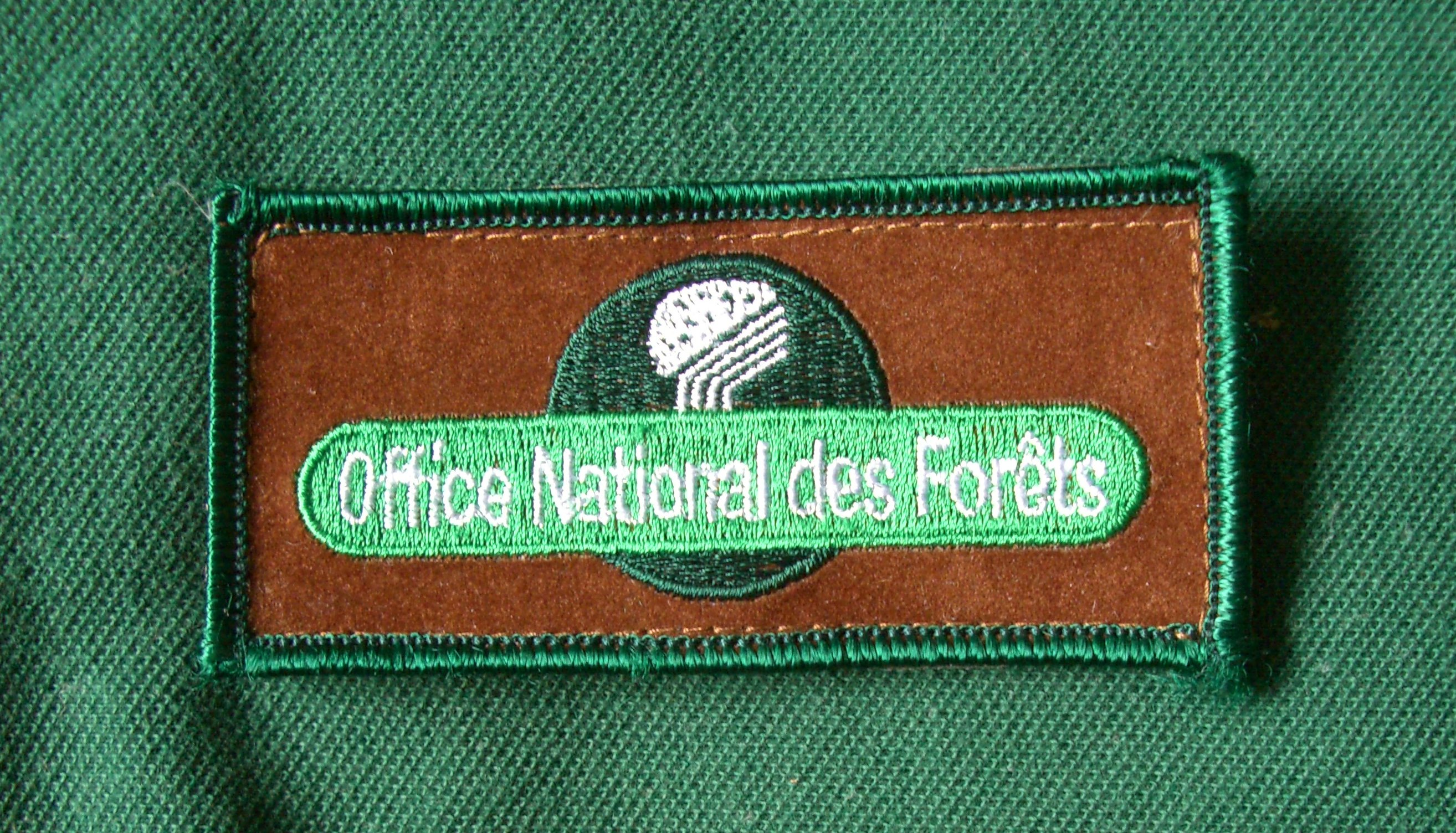
Écusson d'épaule brodé cousu à 6 cm en dessous de la couture d'épaule gauche et porté par les employés de l'O.N.F à partir de 1997.
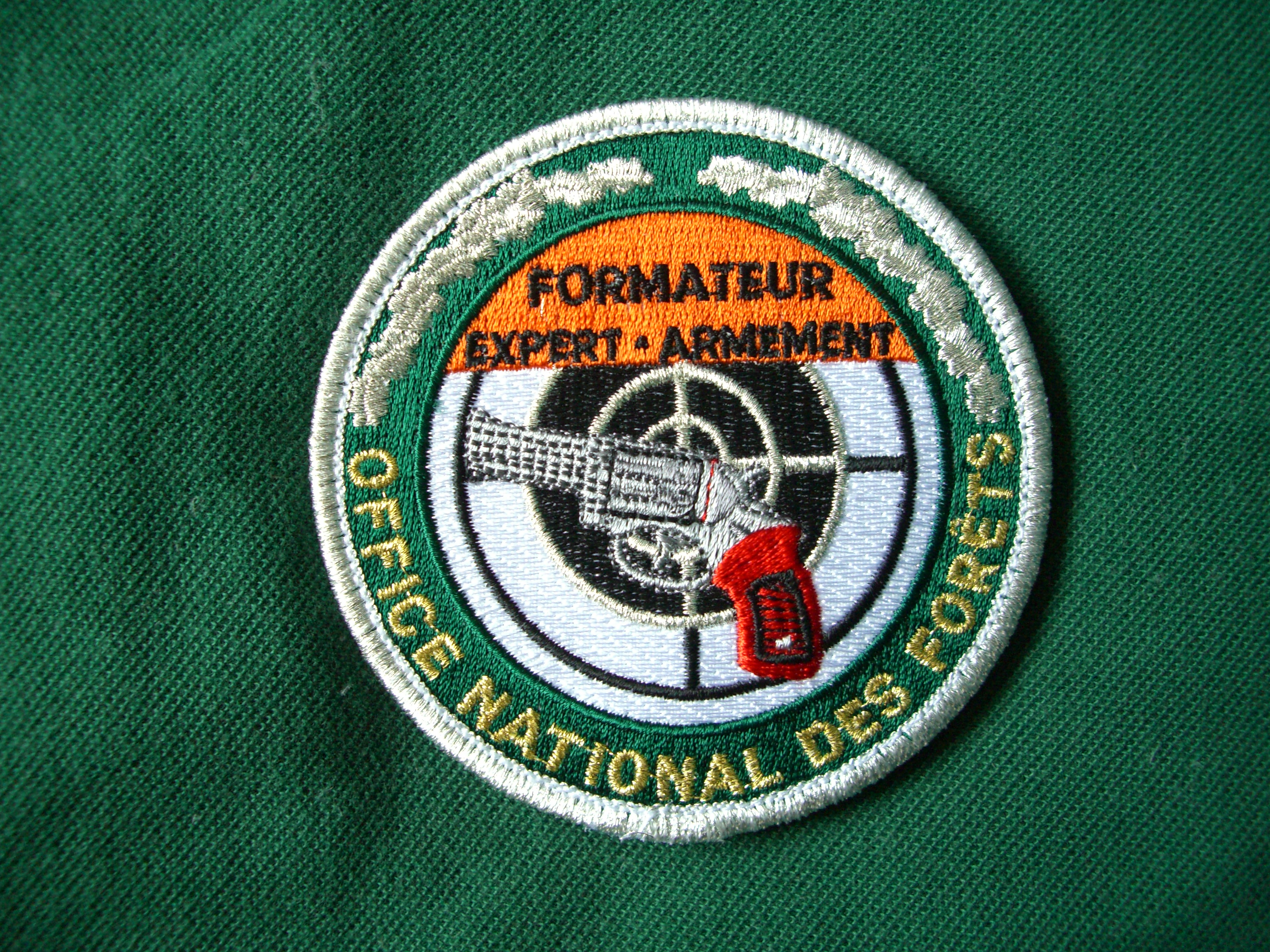
Écusson de Formateur Expert armement porté sur la poitrine des tenues de terrain de l'O.N.F en 2006.
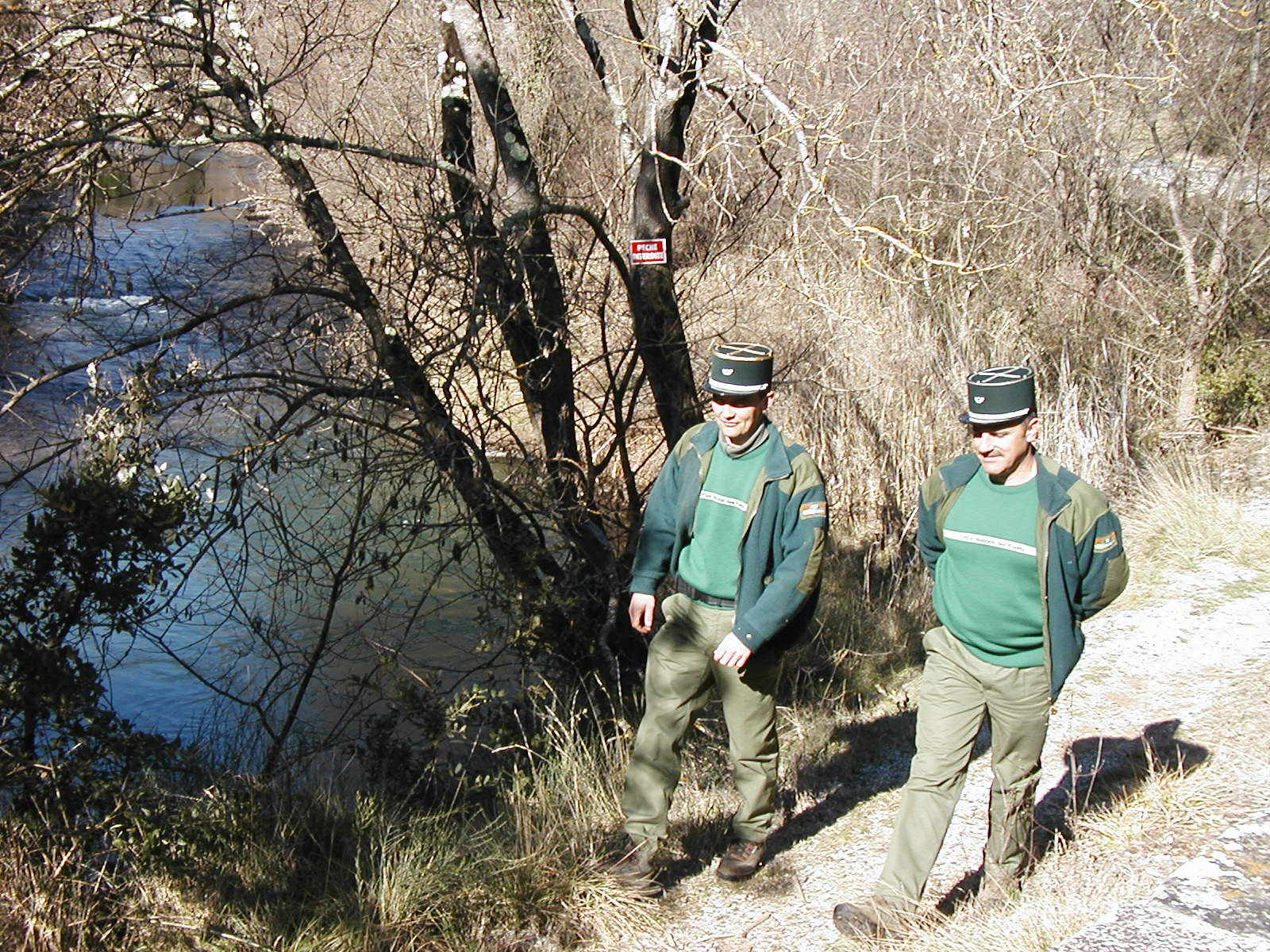
Agents de l'Office national des forêts en vestiaire C (veste en fourrure polaire, pantalon et pull verts) en contrôle dans une réserve de pêche en 2003.
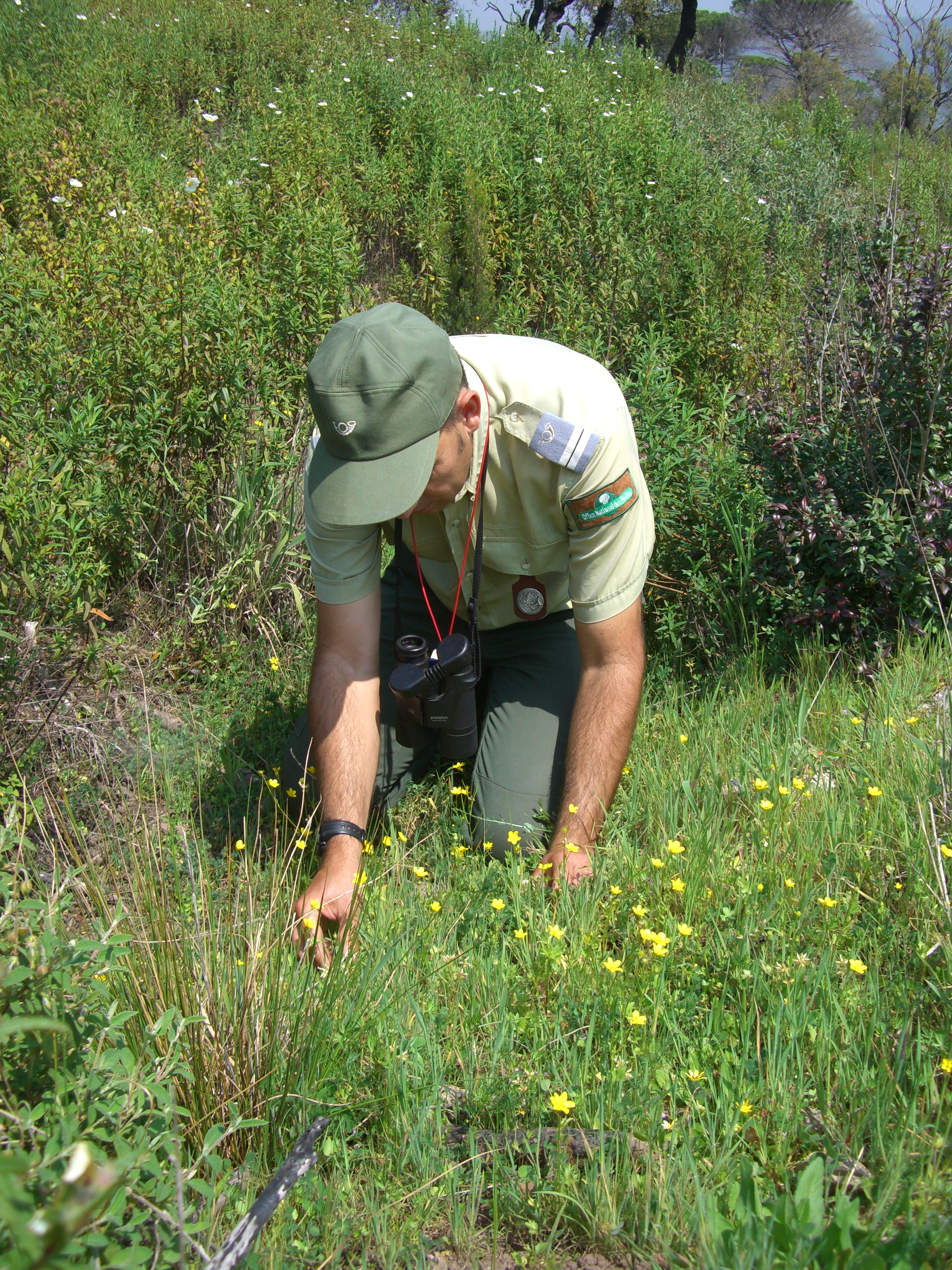
Ingénieur des Travaux des Eaux et Forêts (lieutenant) de l'Office national des forêts en vestiaire C (chemise et pantalon verts) en inventaire floristique en 2007.
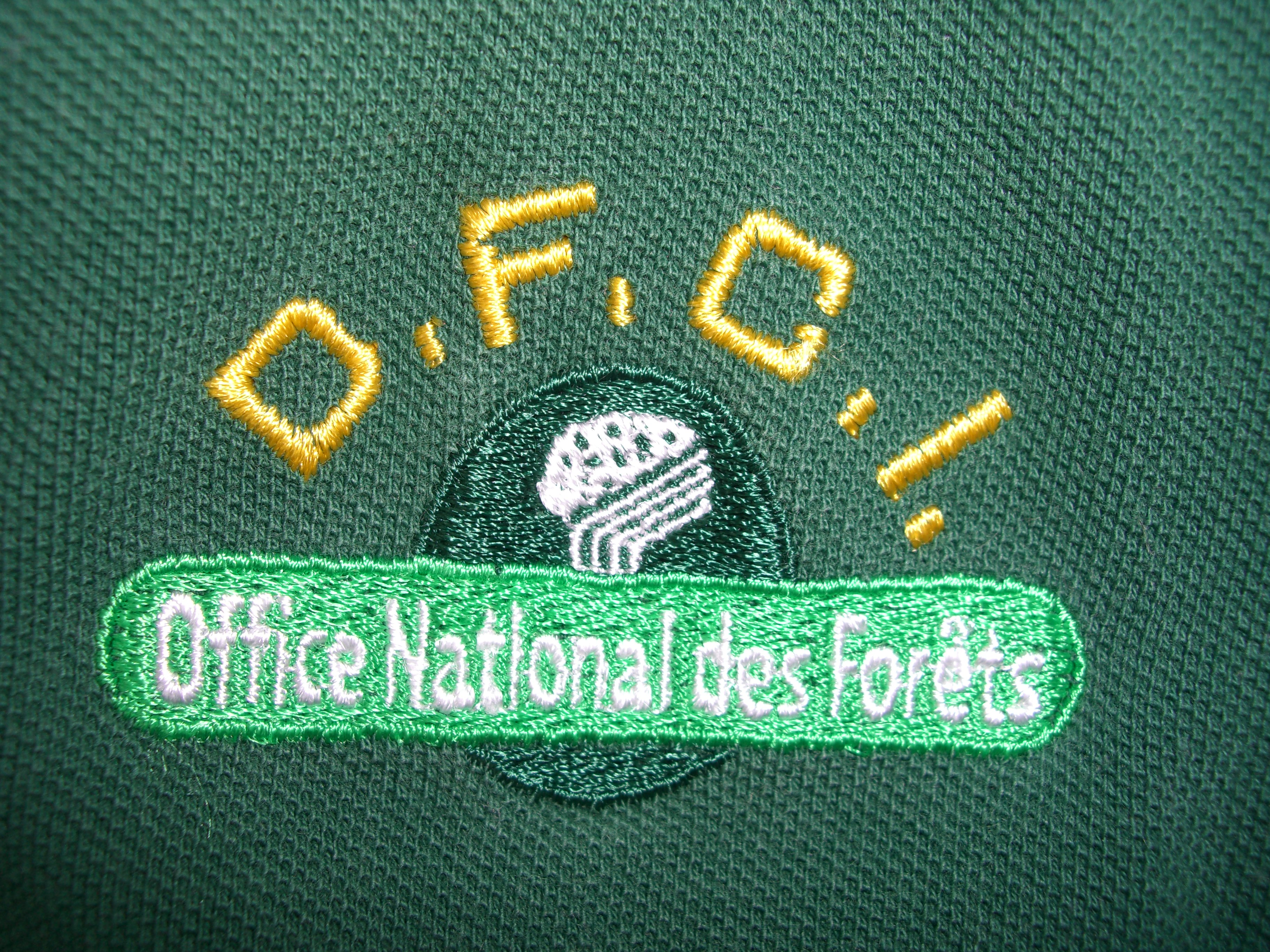
Écusson d'épaule brodé à 6 cm en dessous de la couture d'épaule gauche et porté par les employés de l'O.N.F sur le polo Défense des Forêts Contre l'Incendie (DFCI) à partir des années 2000.
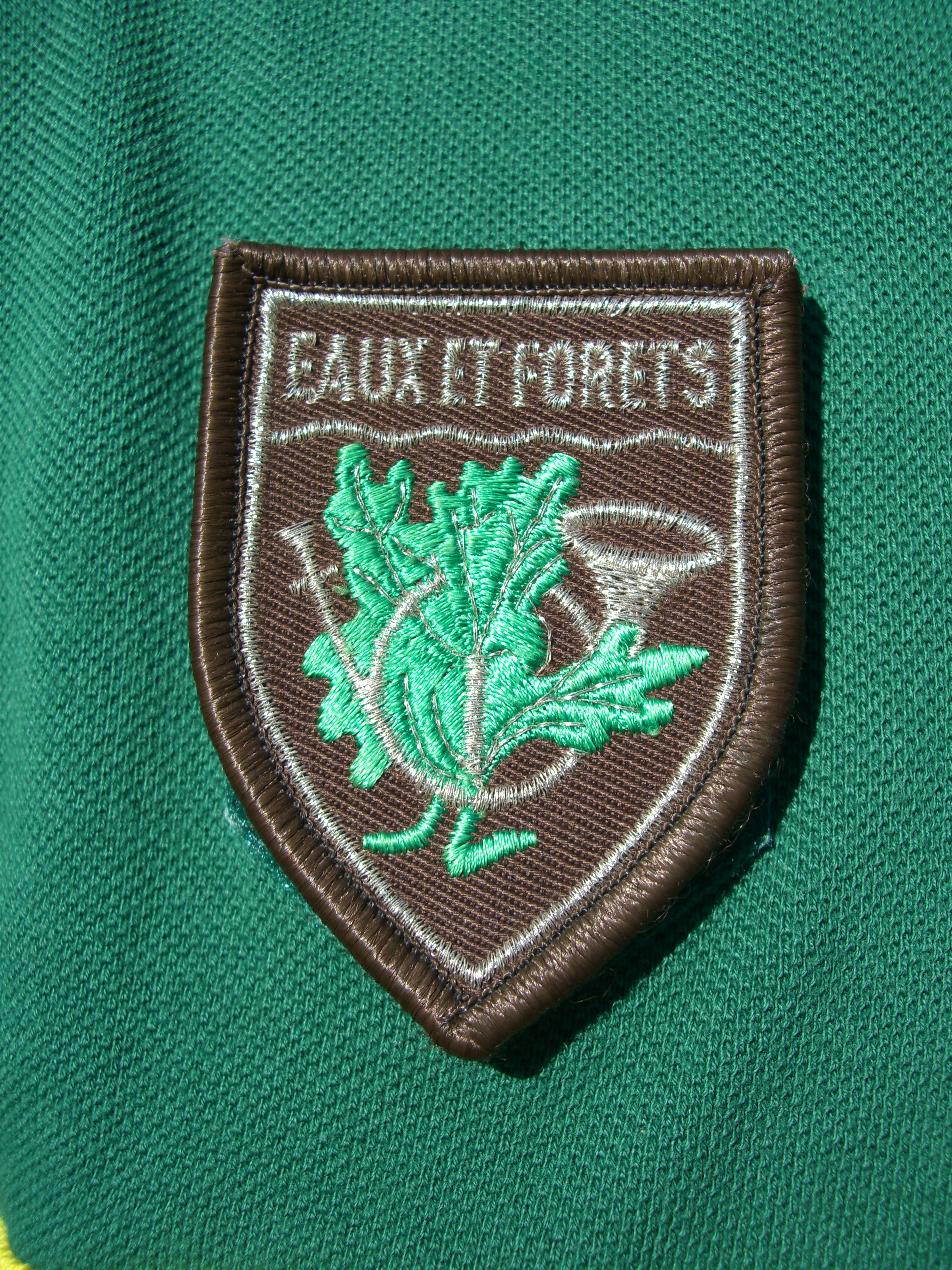
Écusson de commissionnement au titre des Eaux et Forêts porté sur la poitrine par les employés de l'O.N.F sur le polo Défense des Forêts Contre l'Incendie (DFCI) à partir des années 2000.
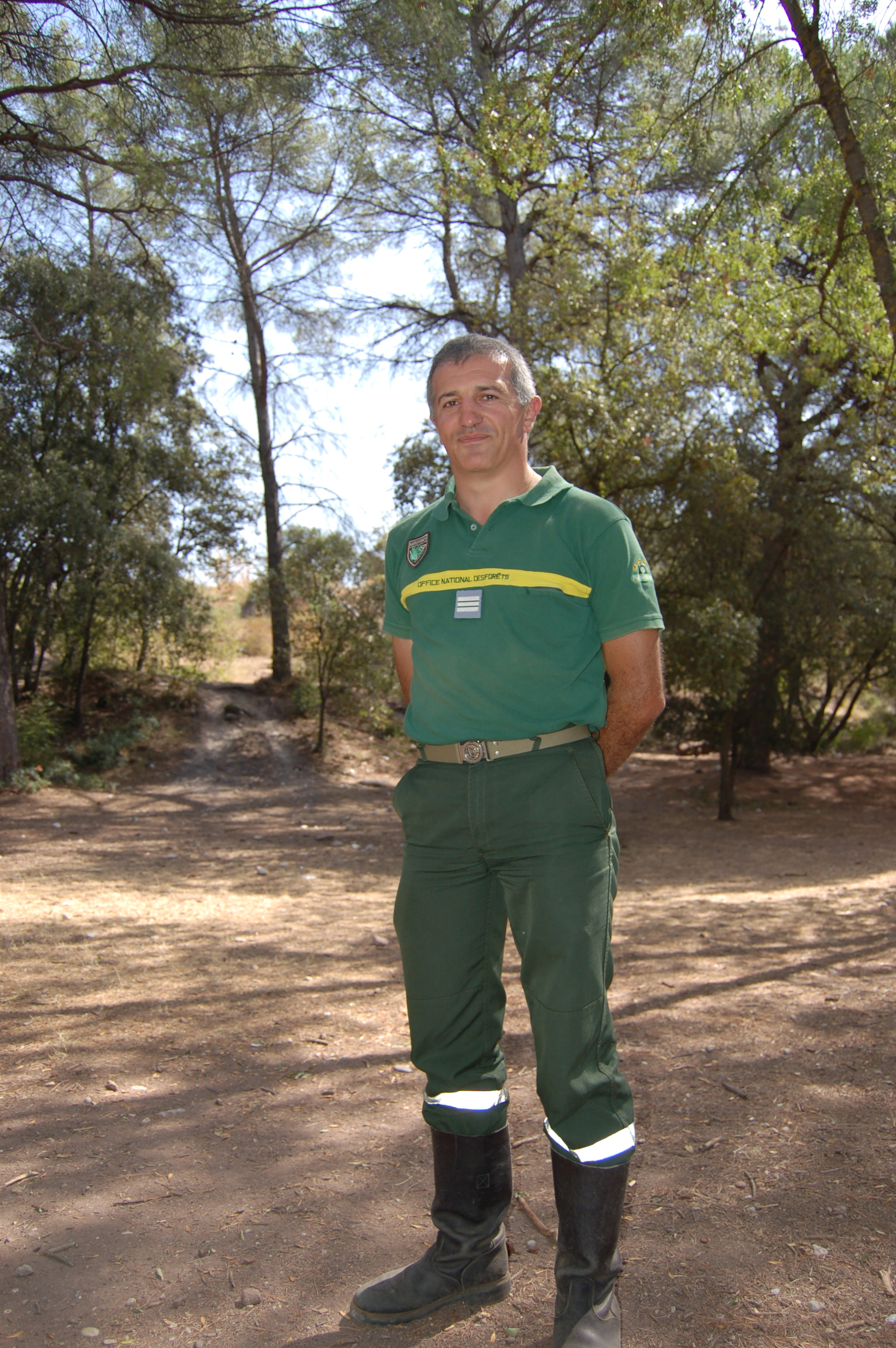
Ingénieur des Travaux des Eaux et Forêts (capitaine) en tenue de Défense des Forêts Contre l'Incendie (DFCI, polo vert à bande institutionnelle jonquille, pantalon de feu vert sapin) en 2007.
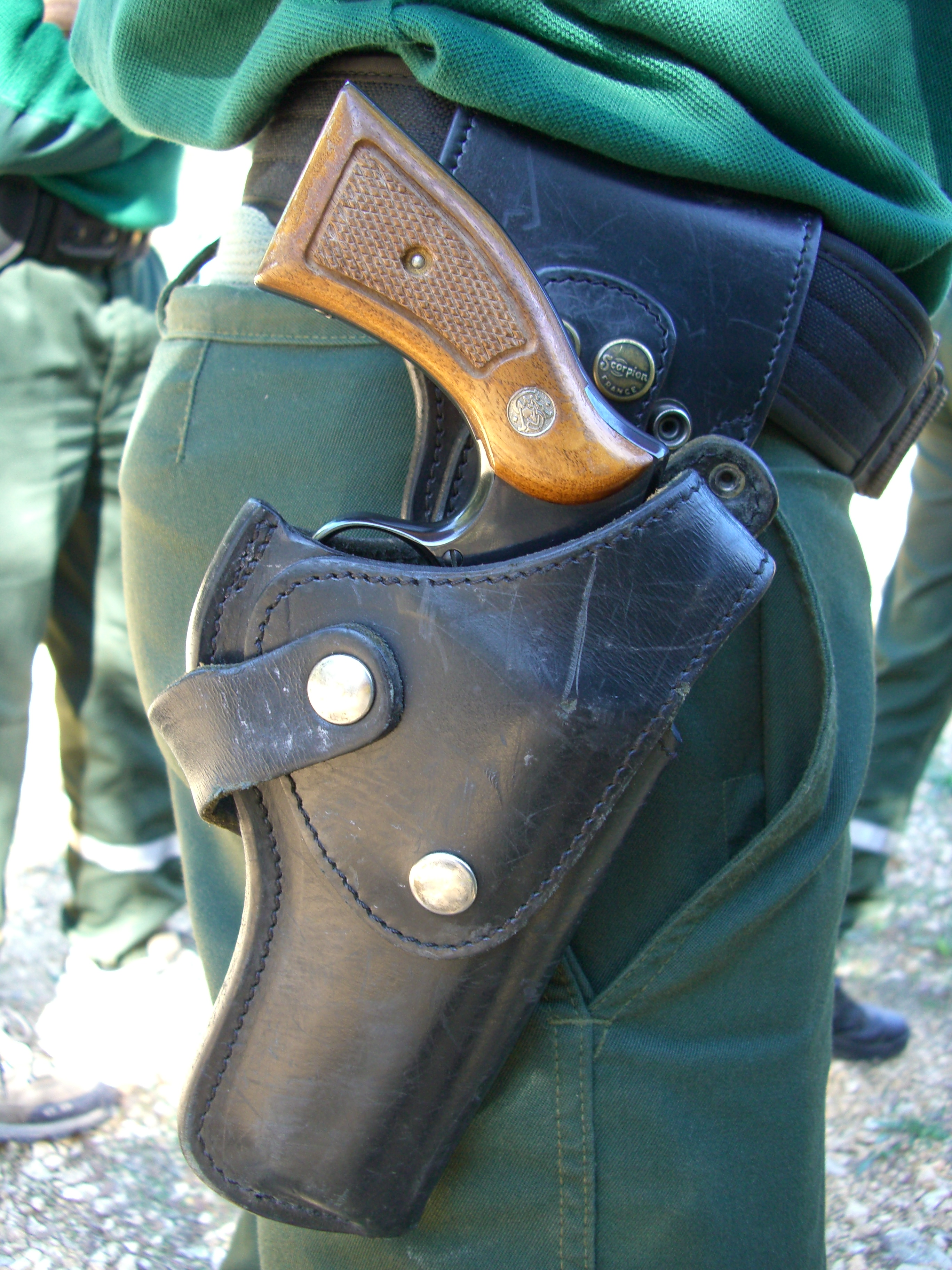
Étui de revolver contenant un Smith & Wesson Modèle 10 ou 13 HB calibre .38 Special ou .357 Magnum vers 2003 à l'Office national des forêts.
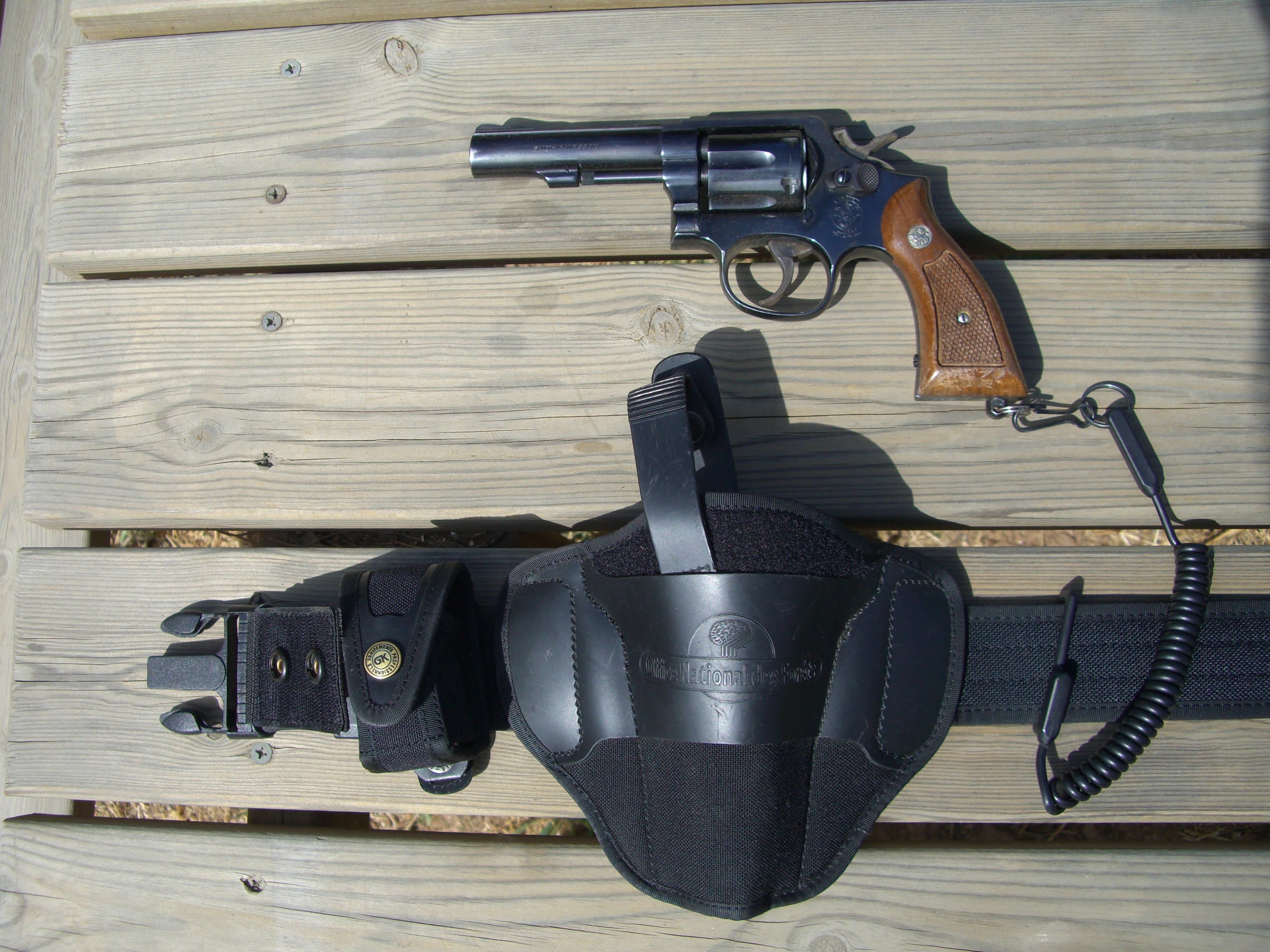
Révolver Smith & Wesson Modèle 10 ou 13 HB calibre .38 Special ou .357 Magnum utilisé à l'Office national des forêts avec un étui plastique en 2006.

### 2008 à 2017[3]

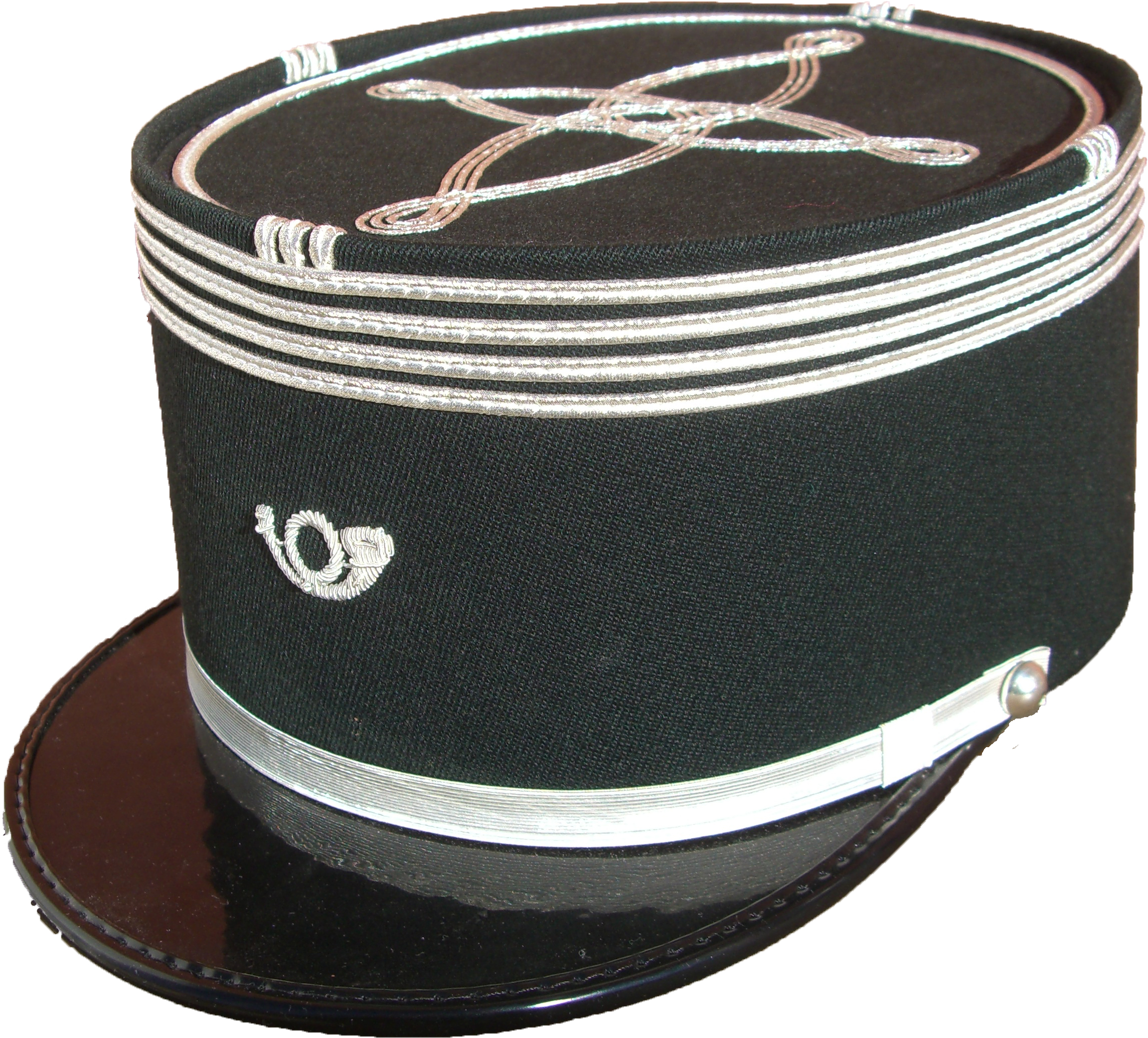
Képi à galonnage de commandant (IPEF 5-6, IDAE 1-3 et IAE 7-10) de l'Office national des forêts.
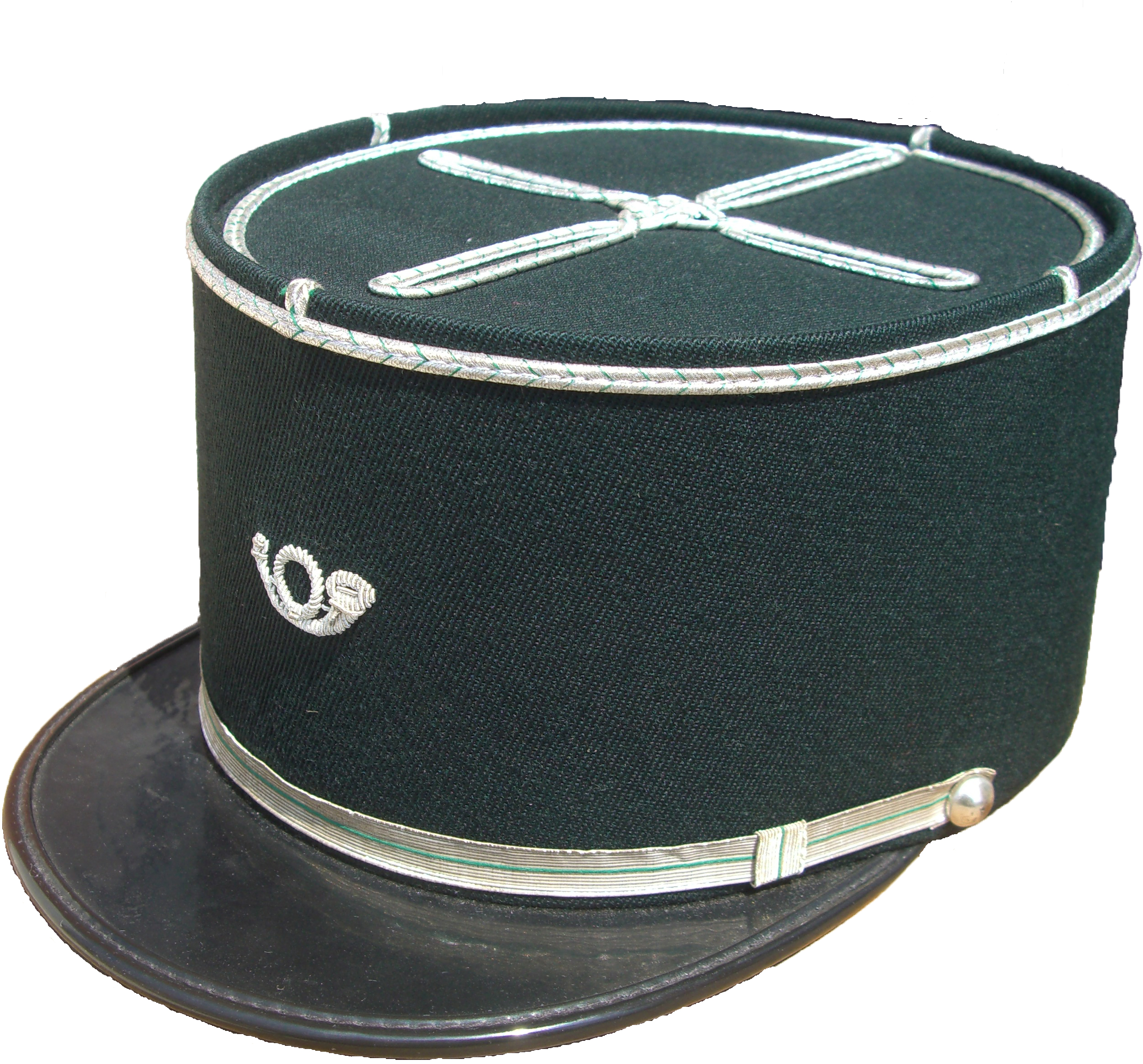
Képi à galonnage de sous-officiers (Technicien Opérationnel Forestier) de l'Office national des forêts.
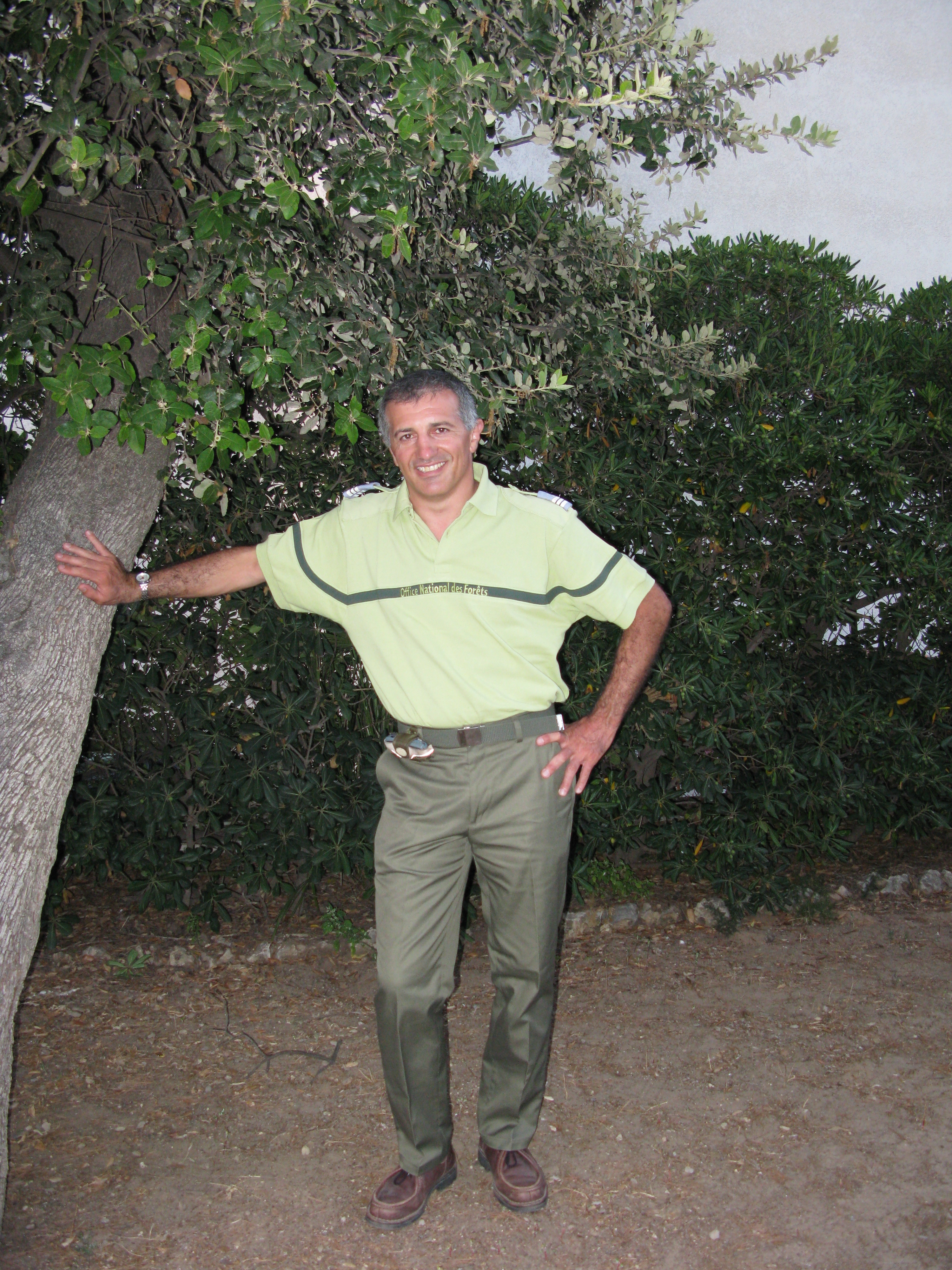
Ingénieur de l'Agriculture et de l'Environnement (capitaine) de l'Office national des forêts en tenue Numéro 2 de représentation d'été (polo tilleul à bande institutionnelle sapin et pantalon de représentation cèdre) en 2009.
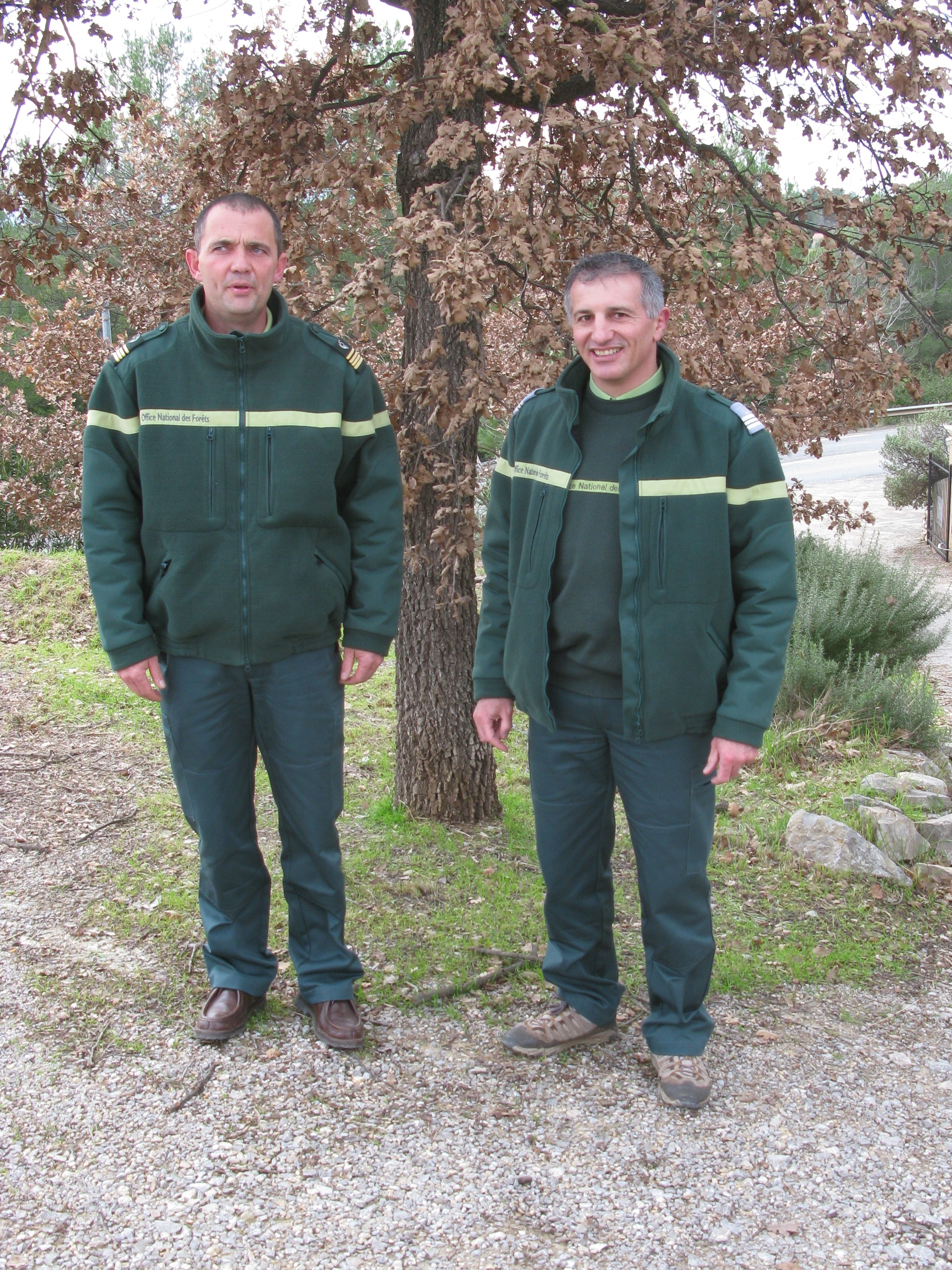
Cadre Technique (commandant) et Ingénieur de l'Agriculture et de l'Environnement (capitaine) de l'Office national des forêts en tenue Numéro 3 au bureau en hiver (chemise tilleul, pull col rond sapin à bande institutionnelle tilleul, veste polaire sapin à bande institutionnelle tilleul et pantalon de travail sapin) en 2009.
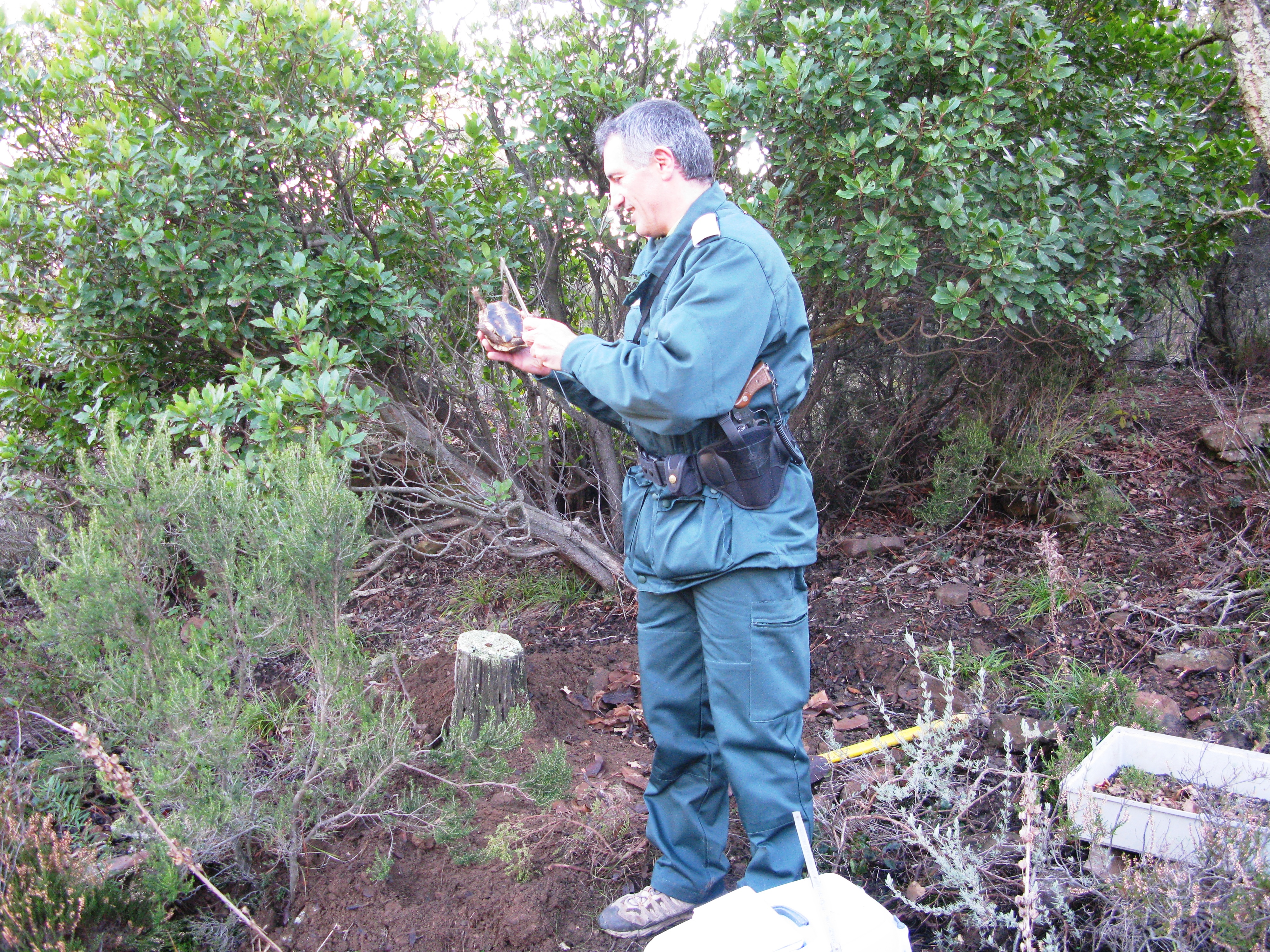
Ingénieur de l'Agriculture et de l'Environnement (capitaine) de l'Office national des forêts en tenue Numéro 3 de terrain hiver (polaire corps F1 tilleul, pull col rond sapin à bande institutionnelle tilleul, veste et pantalon de travail sapin) en opération protection de la nature en 2009.
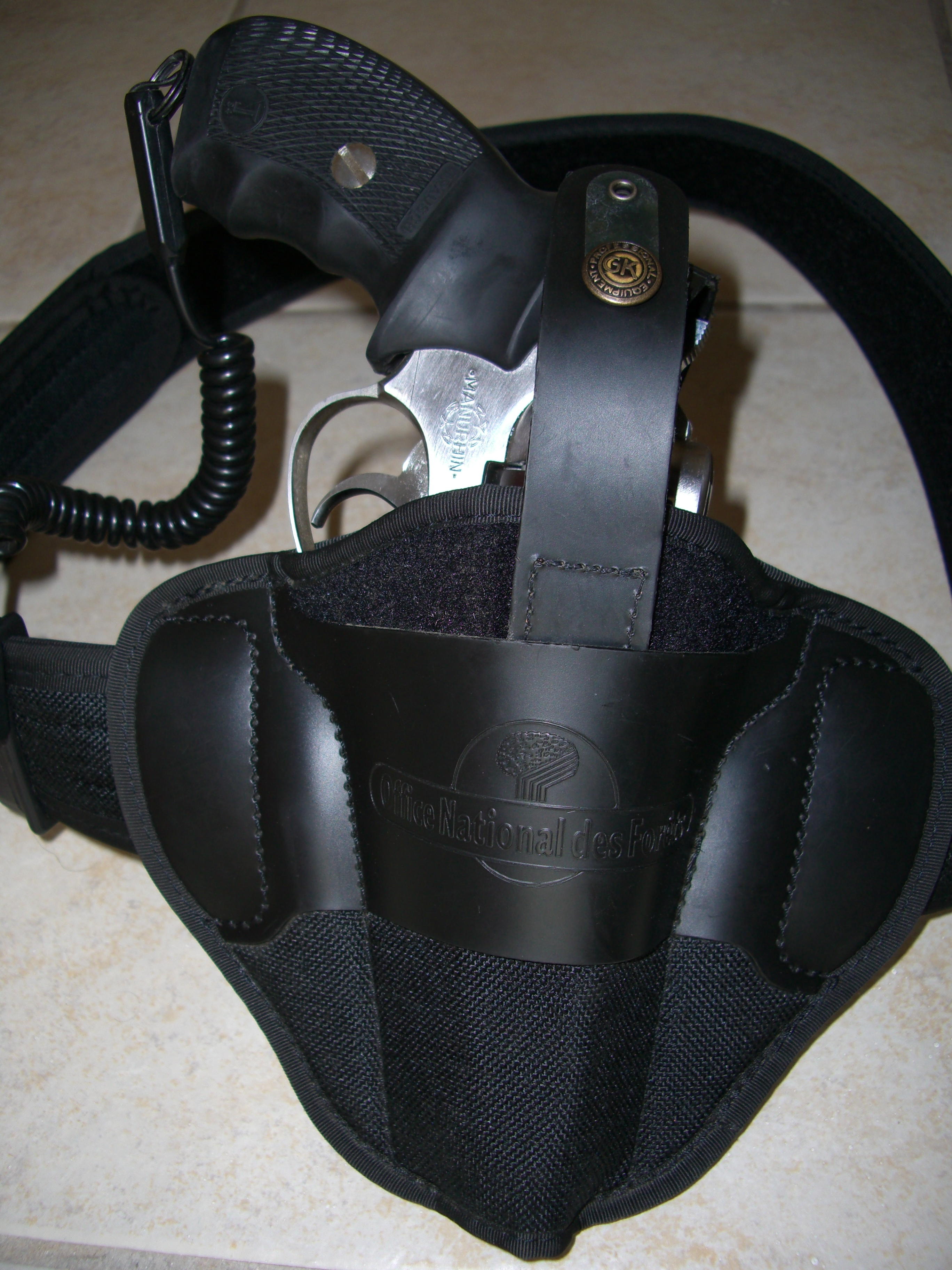
Étui de revolver contenant un Manurhin 357 Magnum en 2009 à l'Office national des forêts.
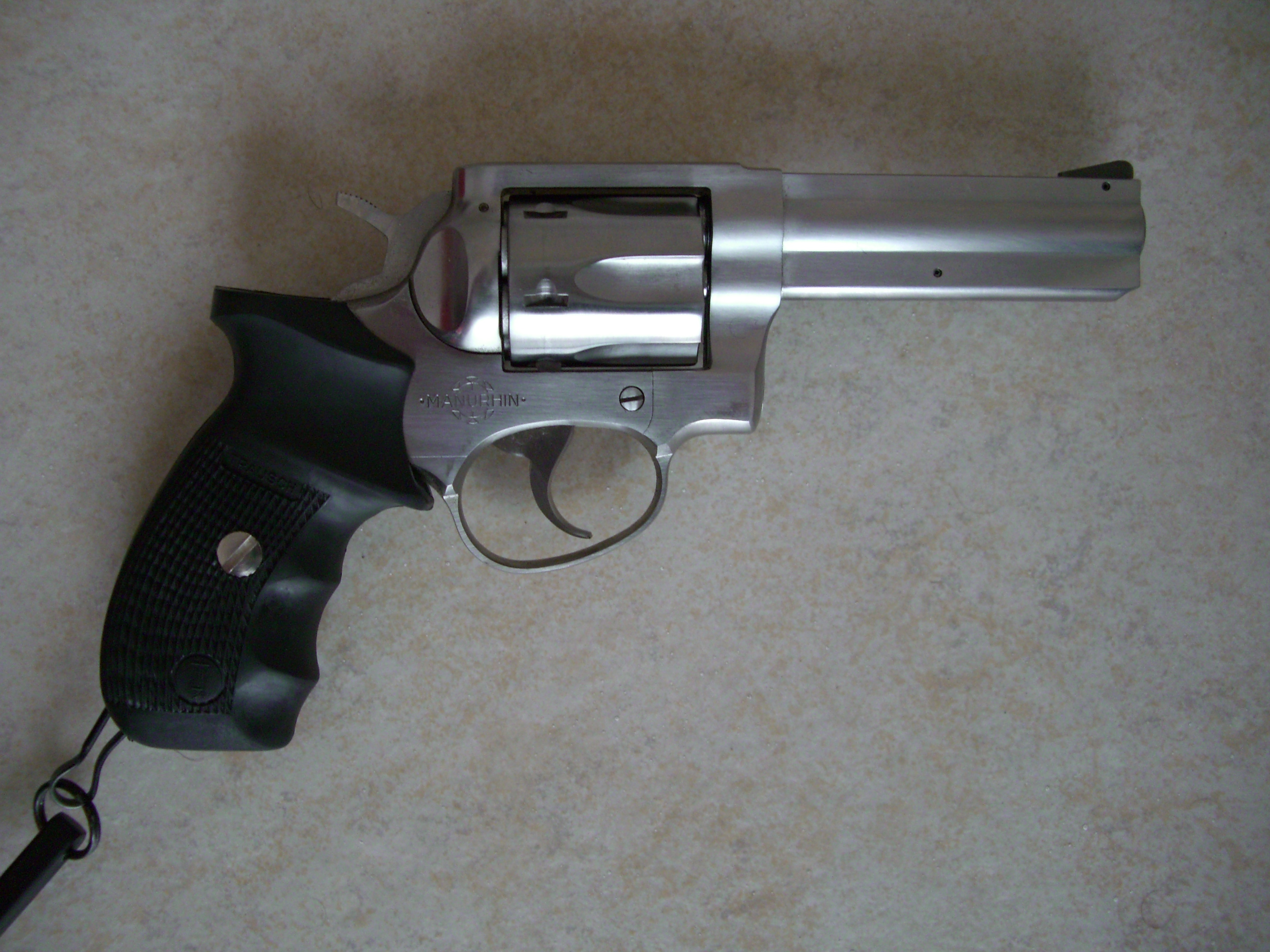
Révolver Manurhin 357 Magnum utilisé à l'Office national des forêts en 2009.
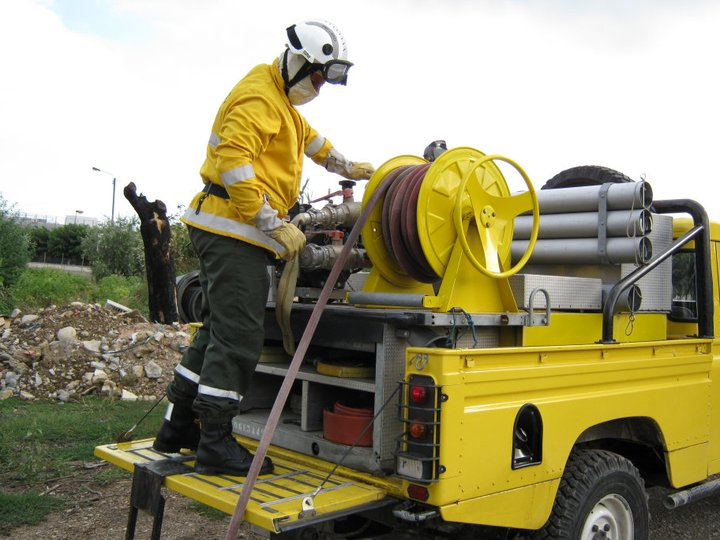
Agent de Protection de la Forêt Méditerranéenne (APFM) de l'Office national des forêts en tenue de feu (veste Nomex jonquille, pantalon Kermel sapin et casque feu de forêt F2).
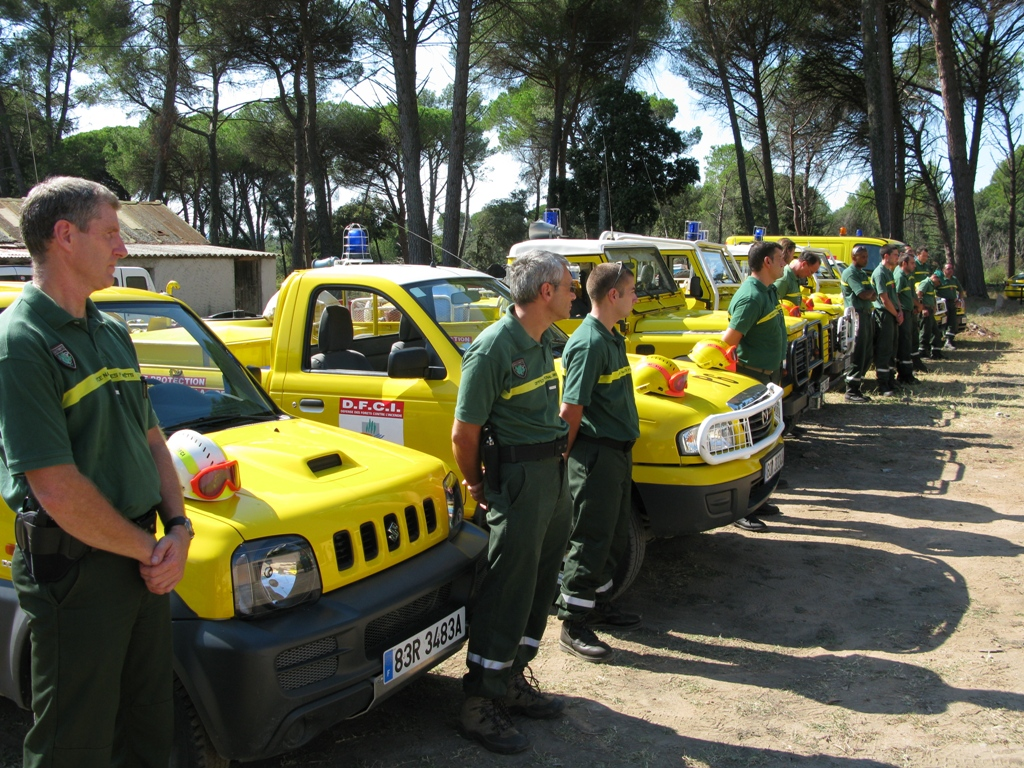
Sous-officiers et Agents de Protection de la Forêt Méditerranéenne (APFM) de l'Office national des forêts en tenue DFCI (polo sapin à bande institutionnelle jonquille, pantalon Kermel sapin) prêts au depart des patrouilles en été devant la base DFCI de la Colle du Rouet.
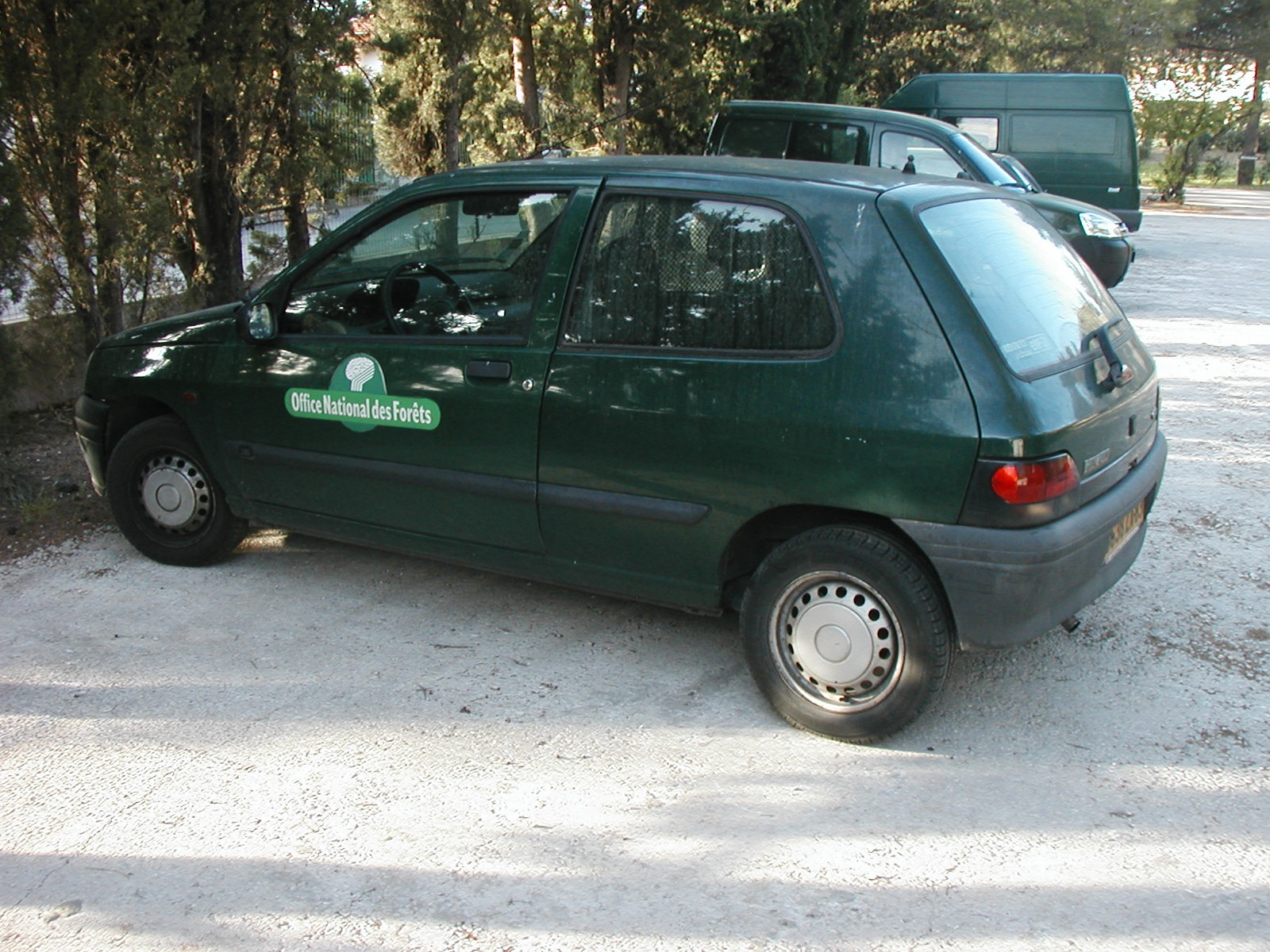
Véhicule administratif Renault Clio de l'Office national des forêts en 2009.
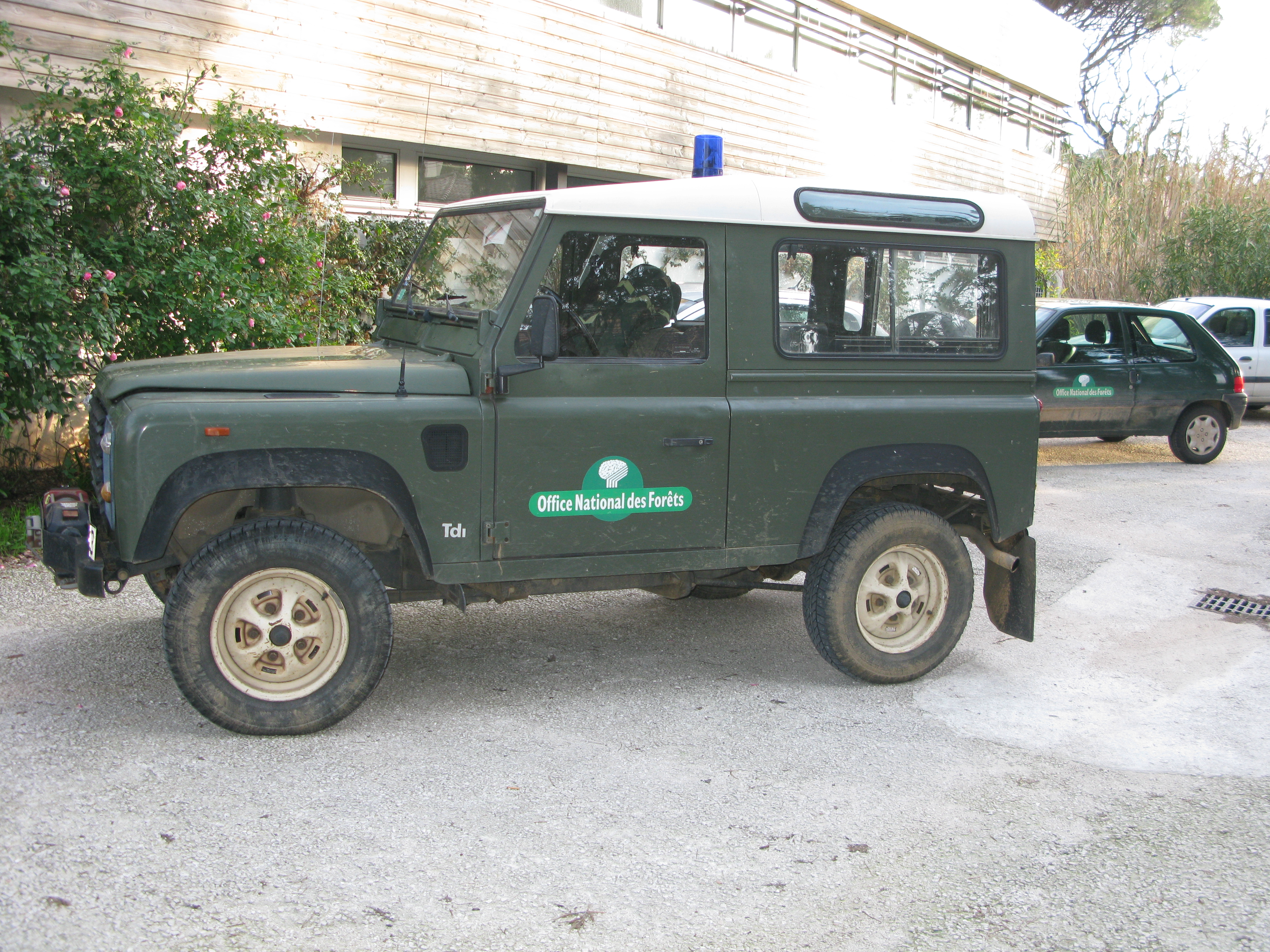
Véhicule administratif tout terrain Land Rover Defender l'Office national des forêts en 2009.
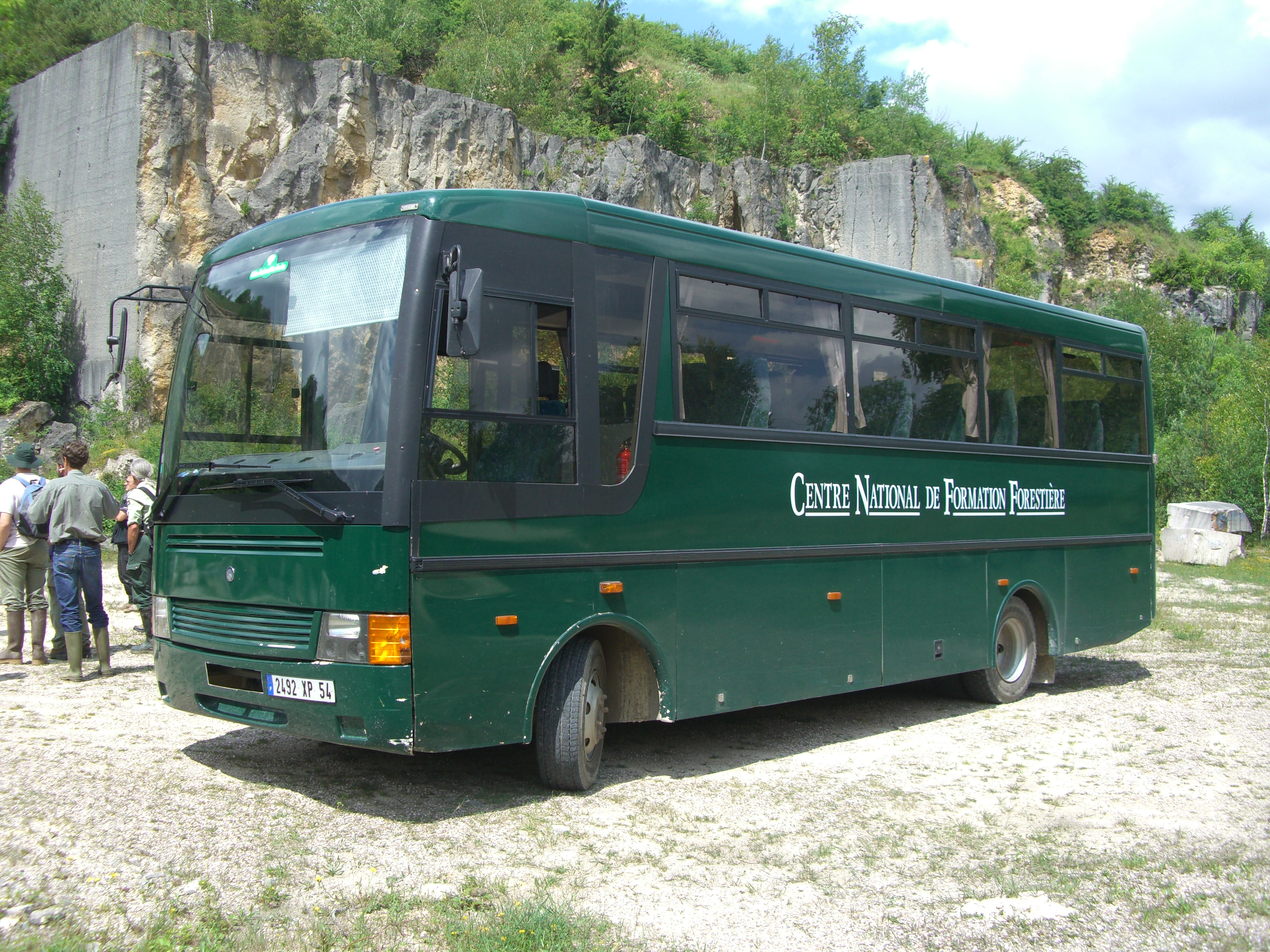
Autocar du Centre National de la formation Forestière de l'Office national des forêts en 2009.